# 台南市
台南市（タイナンし、繁: 臺南市/台南市）は、台湾南西部に位置する中華民国の直轄市。

## 概要
台湾島で最も早くから開けた地区の一つであり、古称は「台湾」、「台湾府」。「台湾」という地名は、もともと台南一帯の一地域を指し、後に台湾島全体を指す地名となった。
オランダ人はここに根拠地ゼーランディア城を置いた。清国時代初期相当の鄭氏政権下の台湾の首府であり、政治・経済・文化の中心地であった。日本統治時代に台湾の中心地は台北に移ったものの、その後もしばらく台北に次ぐ地方都市として発展した。現在は台湾六大直轄市の一つで、合併後の人口は約189万人（2017年3月）。
多くの旧跡が残り、現代的な都市景観と併存している。台南小吃（中国語版記事）で知られるグルメの町でもある。また、観光業に伴う結婚写真撮影専門店の数が多いことでも有名である。
かつて製糖業が盛んであったが、1990年代にほぼ操業停止した。製糖の土地は多く工業団地・科学園区（サイエンスパーク）に転換し、TSMC・UMCなど世界屈指の半導体製造ファウンドリの生産拠点になる。
台南は台北などに比べて台湾語が日常的に使用されている地域であり、歴史も古いことから、台南方言が台湾語の標準と見做されている。

## 地理

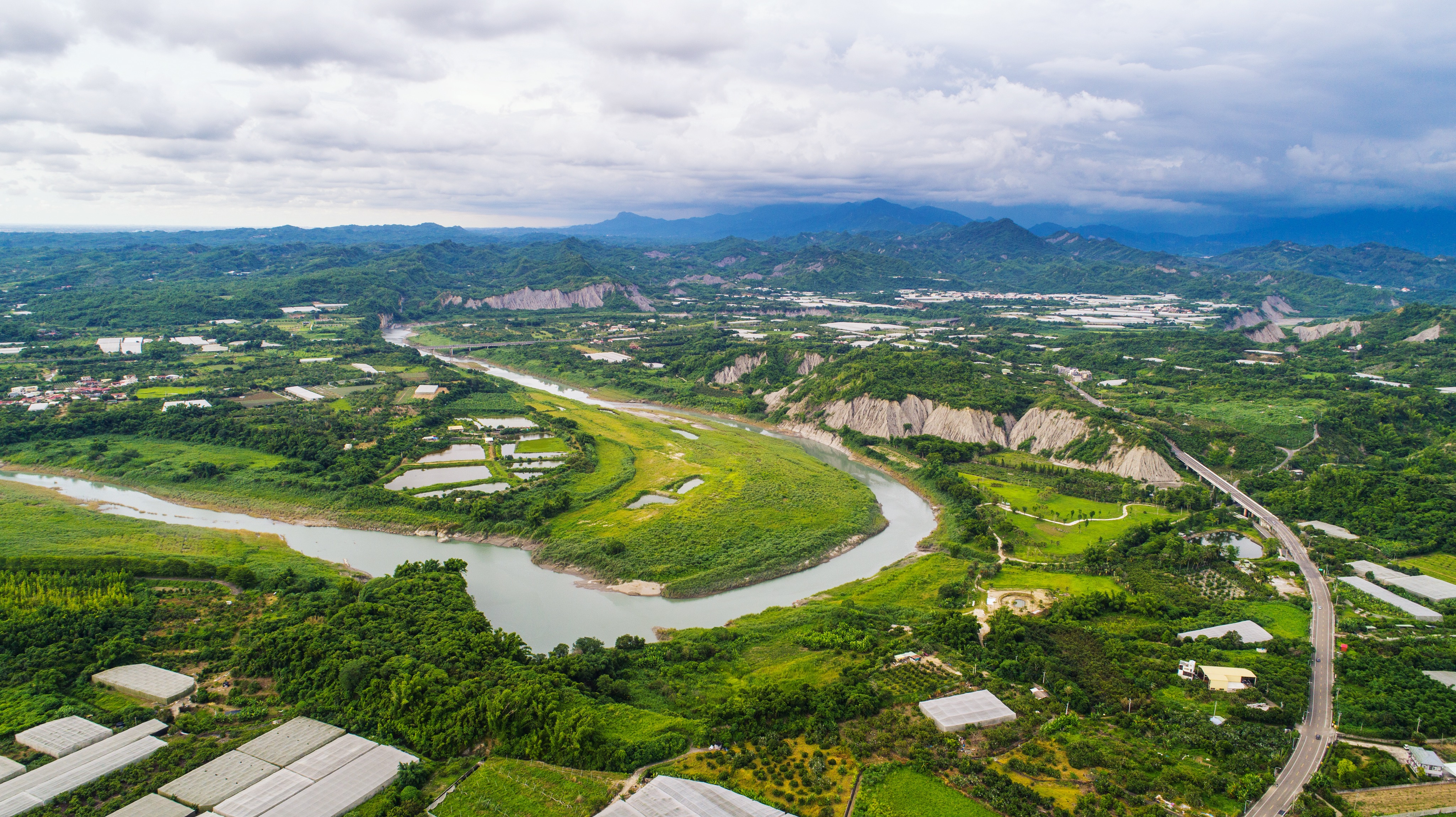
曽文渓

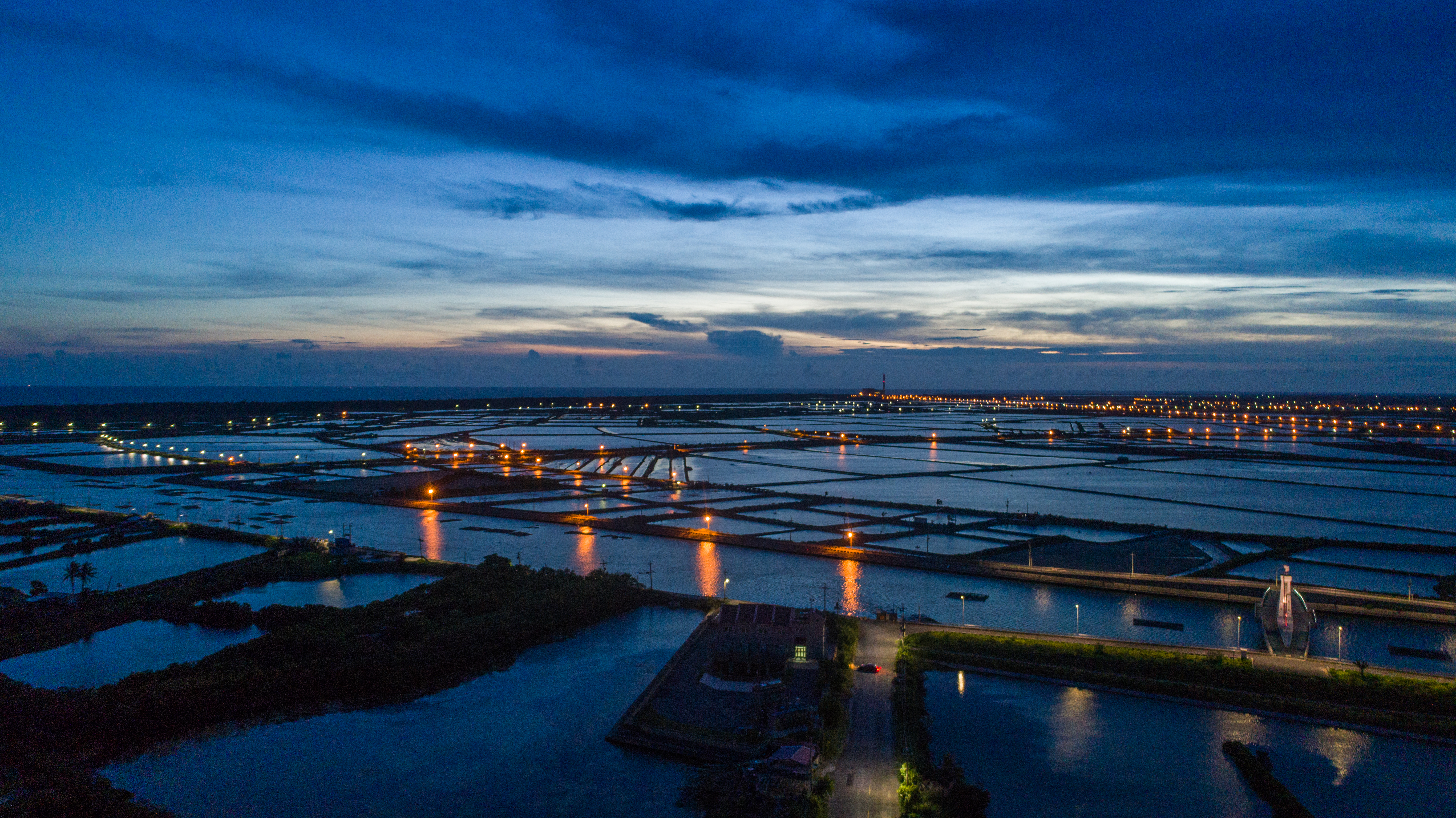
台江内海潟湖

### 地形
かつての『台南市』は北側が広く、南に行くにつれて狭くなる三角形の形状で台南県（一部高雄市）に囲まれている部分を差していた。現在は旧台南市と旧台南県をまとめて台南市と呼ばれるようになっている。嘉南平原に位置するため地勢は平坦であり、市全域で海拔10-30mの間、最高でも海拔約40mという丘陵地がほとんど見られない特徴を有している。その域内は台南台地、大湾低地、安平平原、桜丘砂丘と分類することができる。
台南台地は台南市東部に位置し、孤立した楕円形の台地である。北側には曽文渓、南側には三爺宮渓と接しており、東側は崖で大湾低地と接しており、西側はなだらかな傾斜で安平平原へと繋がっている。南北約12km、東西約4kmであり、稜線の海抜は25-30m程度であり、台南市最高地点の海抜40m「網寮」もこの台地にある。
大湾低地は台南台地の東に位置し、大部分は台南市永康区に位置している。西側は地崖により台南台地に接しており、長さ12.5km、幅3kmで大部分は標高10m以下の地勢を成している。古くから集落が形成されていたこの地域では台南台地との境界が開発により曖昧になりつつある。
安平平原は台南市西部の沿海部に位置し、地殻変動により隆起した海岸平原である。平原の標高は海抜2-3mであり、曽文渓三角州の一部を形成している。この地域ではオランダ統治時代は台江内海潟湖であり、外側は砂嘴を形成していた。時代とともに干拓開発が進み、現在では台南市の新中心部となっている。
桜丘砂丘は台南市南部に位置し、台南孔子廟一帯より南に向かって伸び、二仁渓附近までの約7km、最大幅3kmにわたって存在している砂丘である。

#### 河川
台南市の主要な河川は曽文渓、二仁渓、塩水渓および鹿耳門渓がある。このほか、竹渓寺渓、柴頭港渓などが東より西に流れ、台湾海峡に注いでいる。台南の河川は季節による水量の差が大きく、冬季は石礫が目立つ河川敷であるが、夏季には豊富な水量となっている。

### 気候
- 台南市は ケッペン気候区分で「熱帯モンスーン気候（Am）」 が一般的。
- 「熱帯雨林気候（Af）」の傾向も一部に見られる。
- しかし一般に、亜熱帯と熱帯の境目にあるともよく言われる。

| 臺南 (1971-2000)の気候      | 臺南 (1971-2000)の気候 | 臺南 (1971-2000)の気候 | 臺南 (1971-2000)の気候 | 臺南 (1971-2000)の気候 | 臺南 (1971-2000)の気候 | 臺南 (1971-2000)の気候 | 臺南 (1971-2000)の気候 | 臺南 (1971-2000)の気候 | 臺南 (1971-2000)の気候 | 臺南 (1971-2000)の気候 | 臺南 (1971-2000)の気候 | 臺南 (1971-2000)の気候 | 臺南 (1971-2000)の気候 |
| 月                          | 1月                    | 2月                    | 3月                    | 4月                    | 5月                    | 6月                    | 7月                    | 8月                    | 9月                    | 10月                   | 11月                   | 12月                   | 年                     |
| --------------------------- | ---------------------- | ---------------------- | ---------------------- | ---------------------- | ---------------------- | ---------------------- | ---------------------- | ---------------------- | ---------------------- | ---------------------- | ---------------------- | ---------------------- | ---------------------- |
| 平均最高気温 °C （°F）      | 23.0 (73.4)            | 23.8 (74.8)            | 26.5 (79.7)            | 29.4 (84.9)            | 31.3 (88.3)            | 32.2 (90)              | 32.9 (91.2)            | 32.3 (90.1)            | 32.2 (90)              | 30.7 (87.3)            | 27.7 (81.9)            | 24.3 (75.7)            | 28.9 (84)              |
| 日平均気温 °C （°F）        | 17.4 (63.3)            | 18.2 (64.8)            | 21.1 (70)              | 24.5 (76.1)            | 27.0 (80.6)            | 28.4 (83.1)            | 29.0 (84.2)            | 28.5 (83.3)            | 28.0 (82.4)            | 25.9 (78.6)            | 22.4 (72.3)            | 18.8 (65.8)            | 24.1 (75.4)            |
| 平均最低気温 °C （°F）      | 13.6 (56.5)            | 14.5 (58.1)            | 17.1 (62.8)            | 20.8 (69.4)            | 23.8 (74.8)            | 25.5 (77.9)            | 26.1 (79)              | 25.7 (78.3)            | 24.9 (76.8)            | 22.4 (72.3)            | 18.8 (65.8)            | 15.1 (59.2)            | 20.7 (69.3)            |
| 降水量 mm （inch）          | 19.9 (0.783)           | 28.8 (1.134)           | 35.4 (1.394)           | 84.9 (3.343)           | 175.5 (6.909)          | 370.6 (14.591)         | 345.9 (13.618)         | 417.4 (16.433)         | 138.4 (5.449)          | 29.6 (1.165)           | 14.7 (0.579)           | 11.3 (0.445)           | 1,672.4 (65.843)       |
| % 湿度                      | 78.3                   | 78.7                   | 77.4                   | 77.3                   | 78.0                   | 80.1                   | 78.8                   | 81.2                   | 78.6                   | 77.4                   | 77.0                   | 77.5                   | 78.4                   |
| 平均月間日照時間            | 182.4                  | 158.7                  | 187.3                  | 188.7                  | 192.0                  | 190.6                  | 221.5                  | 195.7                  | 200.5                  | 197.7                  | 174.9                  | 173.7                  | 2,263.7                |
| 出典：中央氣象局 2009-03-16 |                        |                        |                        |                        |                        |                        |                        |                        |                        |                        |                        |                        |                        |

#### 行政区画

台南市人口密度

## 歴史

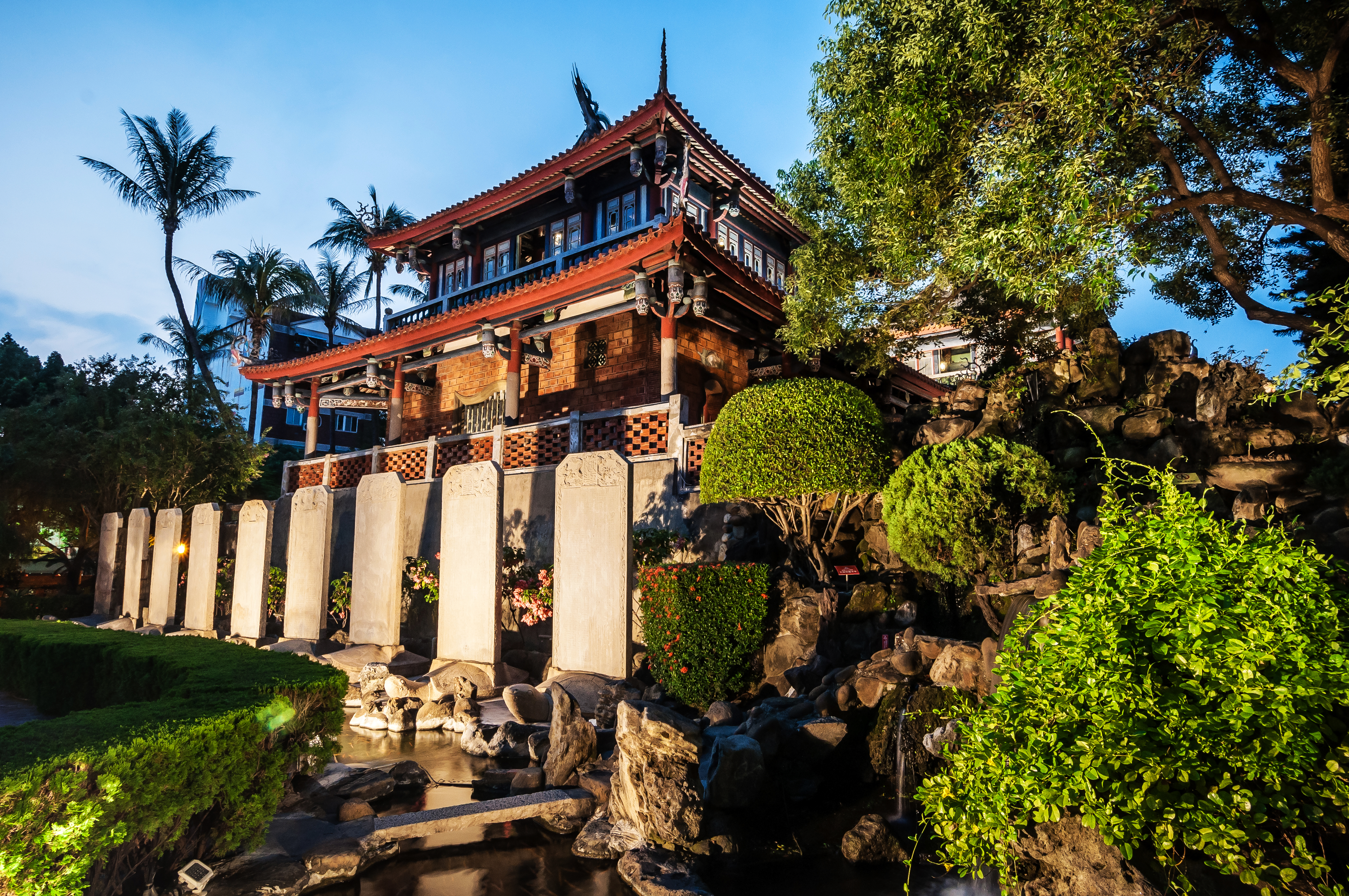
赤崁楼（プロヴィンティア）

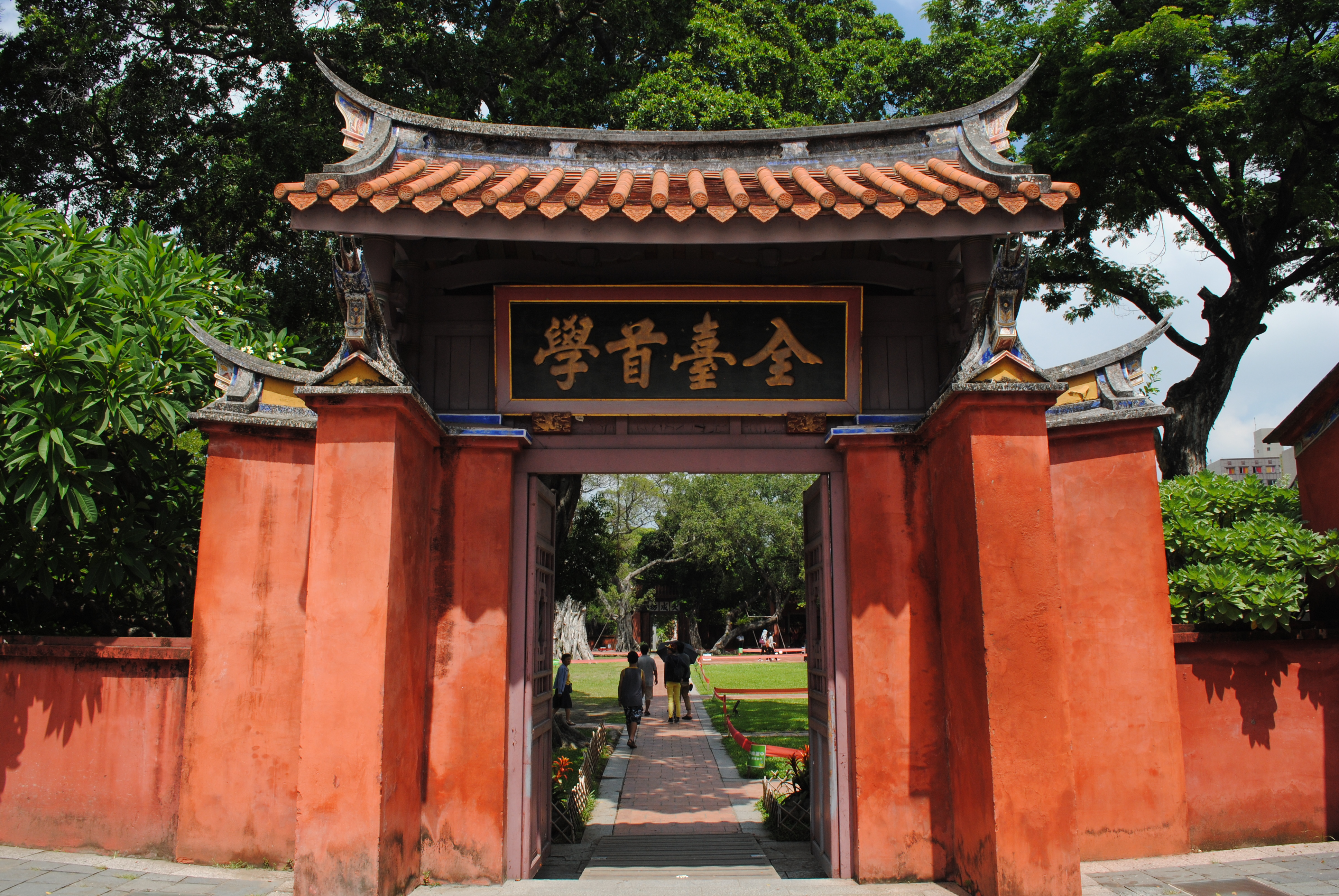
台南市にある全台首学（台湾最初の孔子廟）

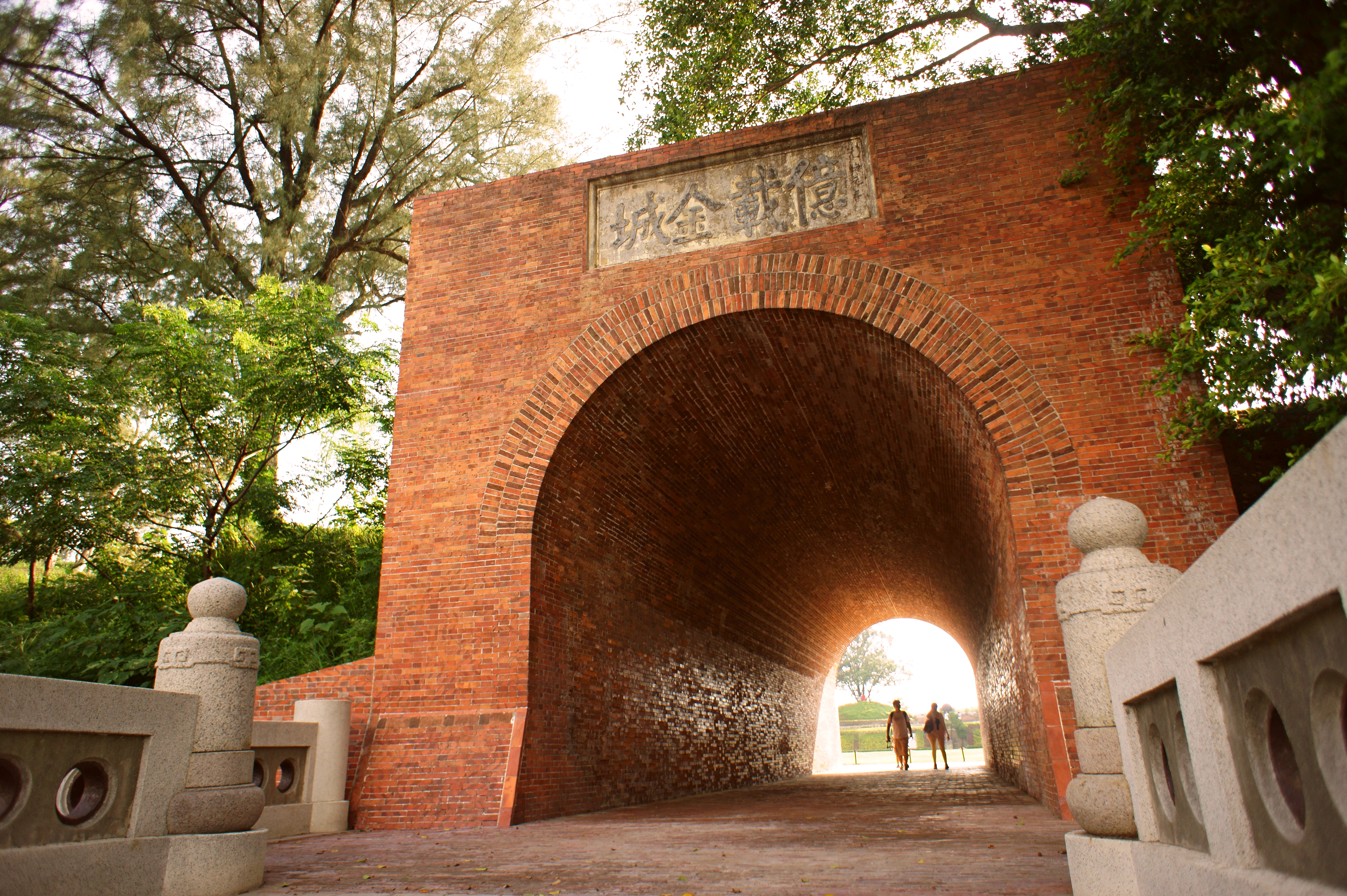
二鯤鯓砲台（億載金城）

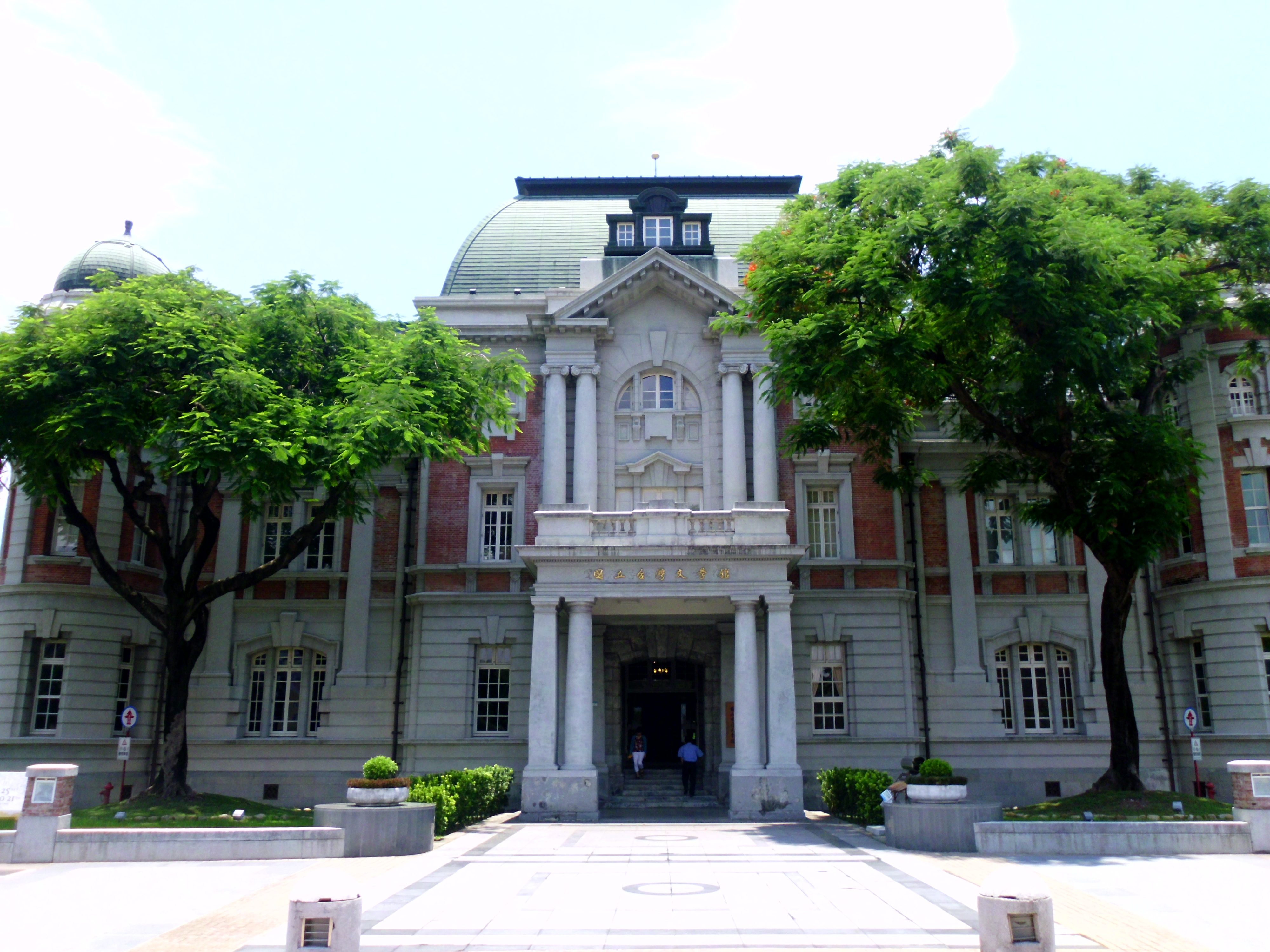
1916年完成した台南州庁舎（現国立台湾文学館）

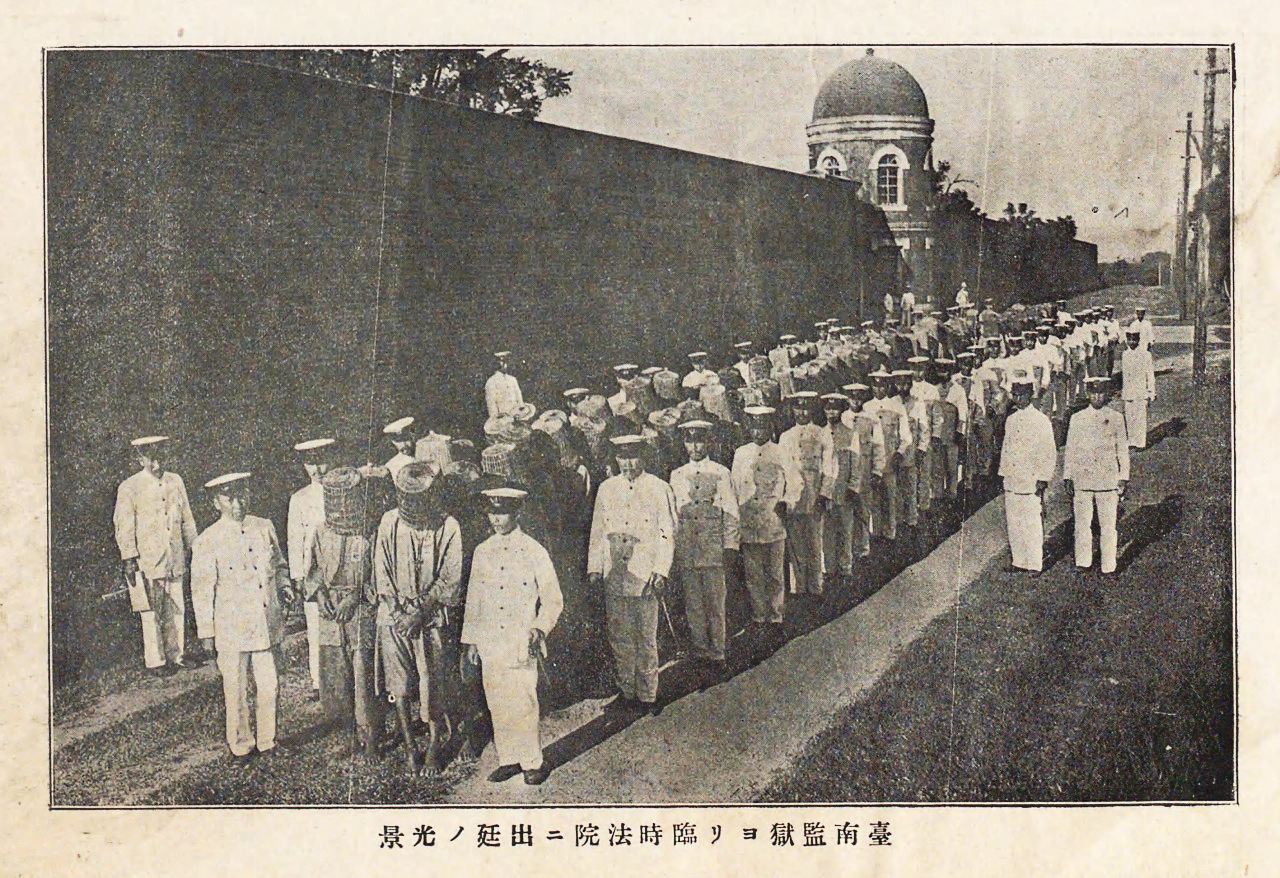
西来庵事件で台南刑務所より法院に押送される逮捕者

台南は1661年に顔思斉、鄭芝龍らが以笨港を占拠し、台江（現在の七股区）に根拠地を築いた記録があり、早くから漢人の入植が進められていた。

### オランダ統治時代
1624年、明との貿易を求めるオランダによって台南に根拠地が設けられ、漢人の入植地に侵入するとともに、原住民への教化を行うなどの活動を開始した。1627年、日本と交易する諸外国船（特に、スペイン、ポルトガル）から税金を徴収していたオランダを威嚇するために日本から朱印船が派遣され、船長の浜田弥兵衛が台湾行政長官ピーテル・ノイツを人質にとった（タイオワン事件）。オランダ東インド会社は、課税はノイツの独断によるものであったとして日本に出頭させ、謝罪を表した。これ以降、日本との交易の独占を目指すオランダは、島原の乱では幕府を援助し、ポルトガルやスペイン等のカトリック国に対する幕府の不信感を煽り、これが鎖国へとつながった。1636年には新港社（現在の新市）に台湾初の学校を建設した。これにより後世新港文書と呼ばれる、当時の口語をローマ字により転写された文書が作成されたのはこの時代である。

### 明鄭統治時代
明の滅亡後、鄭成功が台湾を拠点に反清復明の運動を開始すると、明の行政区分を援用し台南地区に承天府と天興県と万年県を設置した。当時の台南地区は鄭成功の重要な拠点とされ、軍隊による屯田および漢人の入植も台南を中心に行われた。この時代に由来する地名としては新営、柳営、下営などが現在でも残っている。1665年には承天府寧南坊に台湾初の孔子廟を建設した。鄭成功の死後、息子の鄭経は承天府および東都を廃止し、東寧王国と改号、天興県と万年県を州と改めた。

### 清国時代
1684年、台湾を平定した清国によって、台湾には台湾府および台湾、鳳山、諸羅の3県が設置された。台湾および諸羅が現在の台南県の地域に該当する。当時の台湾の中心は台南であり、そこを基点に南北に開発が進行した。1726年には台湾府知事蔣毓英が現在の永康区に洲仔尾塩場を設置するなど、経済活動も活発に行われていた。1831年には現地の農民である欧陽安により虎頭埤が現在の新化区に設けられ灌漑が実現している。当初は限られた地域への灌漑に限定されていたが、その後も整備が進み、現在では台湾を代表する農村風景となっている。
商業経済面では1860年に台湾が対外的に開港したことで、茶葉、砂糖、樟脳の輸出が開始される。台南地区は砂糖の主要生産地であり、1890年代には台湾全土の製糖所1,275か所のうち1,057か所を占めるようになっている。
清末に日本の台湾出兵を受け、清国の側にも海防意識が高まり、台湾での軍事施設の建設が推進される。1888年、台湾巡撫の劉銘伝により台湾の重要性が強調されるなどした結果、福建台湾省が新設され、その下に台北、台湾、台南の3府が設置された。これが「台南」という地名の初見である。
日清戦争により日本に割譲されることになった台湾では、割譲に反対する清官僚らにより台湾民主国が建国される。その歴史は「第一共和」および「第二共和」の2期に及ぶが、第一共和がわずか10日で崩壊したのち、その後台南で第二共和が成立し、100余日に及ぶ抗争が始まる。

### 日本統治時代
1895年9月12日、日本軍が南下し鉄線橋庄（現在の新営市）を占拠した翌日、郭黄泰、陳維邦、郭黄池、柯文祥らは各庄に呼びかけ抗日義勇軍を結成、鉄線橋庄を包囲して日本軍との激戦が2日間継続した。結局死傷者100余名を出して敗北するが、日本軍にも40余名の死傷者を出すなどの被害を与えた（鉄線橋事件）。
1896年、全島を平定した台湾総督府は4月に新官制を発表し、台湾、台北、台南の3県を設置する。当時の台南県の行政範囲はかなり広く、現在の台南市のみならず、雲林県、嘉義県、高雄県、台東県および花蓮県をも管轄としていた。
日本統治時代には台南でも近代化政策が推進され、1898年には大目降公学校をはじめ近代的教育機関が設置される。さらに翌年には台南慈恵院を財団法人として設立し、医療関係の整備も進んだ。交通面では1900年11月に台南と打狗（現在の高雄市）の間に鉄道が開通している。また、経済面では1903年に塩水港精糖株式会社が設立され、2年後には近代的な製糖事業が始まり、台湾の経済発展に大きく寄与している。
順調に見えた日本による台湾統治であるが、1915年に西来庵事件（台湾側では余清芳事件と称する）と呼ばれる武装抗日事件が発生する。余清芳、羅俊及び江定の3名が武装蜂起したが、日本官憲により摘発されるというものである。
そのような武装蜂起事件もあったが、1916年に台北と高雄を連絡する縦貫道路（現在の台1線）建設、1921年の烏山頭ダム建設の着工などが実施され、台湾の交通と農業の発展を柱とする近代化政策が着実に実現していった。
- 1916年（大正5年）11月3日 - 町制を導入し、31町に統合。

日本統治下の台南市章

- 1920年（大正9年） - 市制施行により台南州下の台南市（中国語版）（旧字体：臺南市）となり、台湾で最初に市制施行した3市（台北・台中（中国語版）・台南）の中の一つである。
- 1936年（昭和11年）10月1日 - 同州新豊郡永寧庄大字下鯤鯓が編入。
- 1940年（昭和15年）10月1日 - 永寧庄が廃庄され、大字鞍子、灣裡が編入。同郡仁徳庄大字虎尾寮が編入。

### 戦後

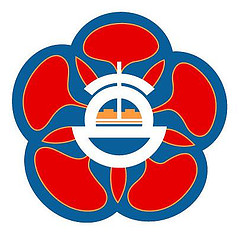
旧台南市章（1978-2014年）

1947年2月27日に台北市の闇タバコ取締りに起因する民衆蜂起、いわゆる二・二八事件が発生するとこの地方自治体制に深刻な影響を与えることになる。3月2日に台南地区でも大規模な民衆蜂起が発生、県長の袁国欽を初め県政府首脳は阿里山に避難してしまう。そのため、県の政務は軍の出動により事件が鎮圧される3月13日まで停止された。
1950年台南県は台南、嘉義、雲林の3県に分割された。新生台南県は7鎮、24郷を管轄するようになり、県政府も新営鎮に移された。そして1951年1月28日には台湾省各県市実施地方自治綱要に基づき第1回県議会選挙が行われた。

## 政治

### 行政

#### 市長
- 初代 頼清徳
- 第2代 頼清徳
- 第3代 黄偉哲[2]

## 対外関係

### 姉妹都市･提携都市
国内
- 金門県- 1981
- 澎湖県- 1981

アジア
- 光州広域市（大韓民国）- 1968
- 慶州市（大韓民国慶尚北道）- 2024 [3]
- パサイ（フィリピン共和国 マニラ首都圏）- 1980年
- カヴィテ（フィリピン共和国 カヴィテ州）- 1980年
- タガイタイ（フィリピン共和国 カヴィテ州）- 1980年
- トレース・マルティネス（フィリピン共和国 カヴィテ州）- 1980年
- カガヤン・デ・オロ（フィリピン共和国 東ミサミス州）- 2005年
- ラバサ（インド共和国 マハーラーシュトラ州）- 2011年
- 仙台市（日本国 宮城県）- 2006年
- 日光市（日本国 栃木県）- 2009年
- 金沢市（日本国 石川県）- 2011年
- みなかみ町（日本国 群馬県 利根郡）- 2013年
- 滋賀県（日本国）- 2013年
- 加賀市（日本国 石川県）- 2014年
- 富士宮市（日本国 静岡県）- 2017年
- 青森県（日本国 ）- 2017年
- 弘前市（日本国 青森県）- 2017年
- 山形市（日本国 山形県）- 2017年
- 京都市（日本国 京都府）- 2021年
- 土浦市（日本国 茨城県）- 2023年
- 平戸市（日本国 長崎県）- 2024年
- 那珂市（日本国 茨城県）- 2024年[4]
- 富良野市（日本国 北海道）- 2024年[5]
- 水戸市（日本国 茨城県）- 2024年[6]
- 本庄市（日本国 埼玉県）- 2025年[7]

ヨーロッパ
- ルーヴェン（ベルギー王国 フラームス･ブラバント州）- 1993年
- ラアナナ（イスラエル国 中央地区）- 1999年
- エルブロンク（ポーランド共和国 ヴァルミア･マズールィ県）- 2004年
- エスビャウ（デンマーク王国 南デンマーク地方）- 旧リーベと2005年
- ケレシオン（トルコ共和国 中央アナトリア地方 アンカラ県）- 2005年
- アルメレ（オランダ王国 フレヴォラント州）- 2009年
- コルトレイク（ベルギー王国 ウェスト･フランデレン州）- 2011年
- アイントホーフェン（オランダ王国 北ブラバント州）- 2011年
- ヘルシンボリ（スウェーデン王国 スコーネ地方 スコーネ県）- 2011年
- シュタイアーマルク州（オーストリア共和国）- 2015年
- ベジエ市（フランスオクシタニー地域圏）- 2023年
- ヨナヴァ市（リトアニア共和国カウナス県）- 2024年

北アメリカ
- モントレー（アメリカ合衆国 カリフォルニア州）- 1965年
- サンノゼ（アメリカ合衆国 カリフォルニア州） - 1977年）
- コロンバス（アメリカ合衆国 オハイオ州） - 1980年
- オーランド（アメリカ合衆国 フロリダ州）- 1982年
- フェアバンクス（アメリカ合衆国 アラスカ州）- 1983年
- オクラホマシティ（アメリカ合衆国 オクラホマ州）- 1986年
- ハンツビル（アメリカ合衆国 アラバマ州）- 1986年
- ジェファーソンシティ（アメリカ合衆国 ミズーリ州） - 1987年
- カンザスシティ（アメリカ合衆国 ミズーリ州） - 1987年
- カーボンデール（アメリカ合衆国 イリノイ州）- 1991年
- スノホミッシュ郡（アメリカ合衆国 ワシントン州）- 1998年
- ダビューク（アメリカ合衆国 アイオワ州） - 2011年
- アリゾナ州（アメリカ合衆国） - 2013年
- チャンドラー（アメリカ合衆国 アリゾナ州）- 2016年

南アメリカ
- サンタクルス（ボリビア多民族国 サンタクルス県）- 1981年
- サカパ（グアテマラ共和国 サカパ県）- 2003年

アフリカ
- ポート・エリザベス（南アフリカ共和国 東ケープ州）- 1982年

オセアニア
- ゴールドコースト（オーストラリア連邦 クイーンズランド州）- 1982年
- パラマタ（オーストラリア連邦 ニューサウスウェールズ州）- 2014年
- ウォッジェ環礁（マーシャル諸島共和国 ラタック列島）- 2018年

## 経済

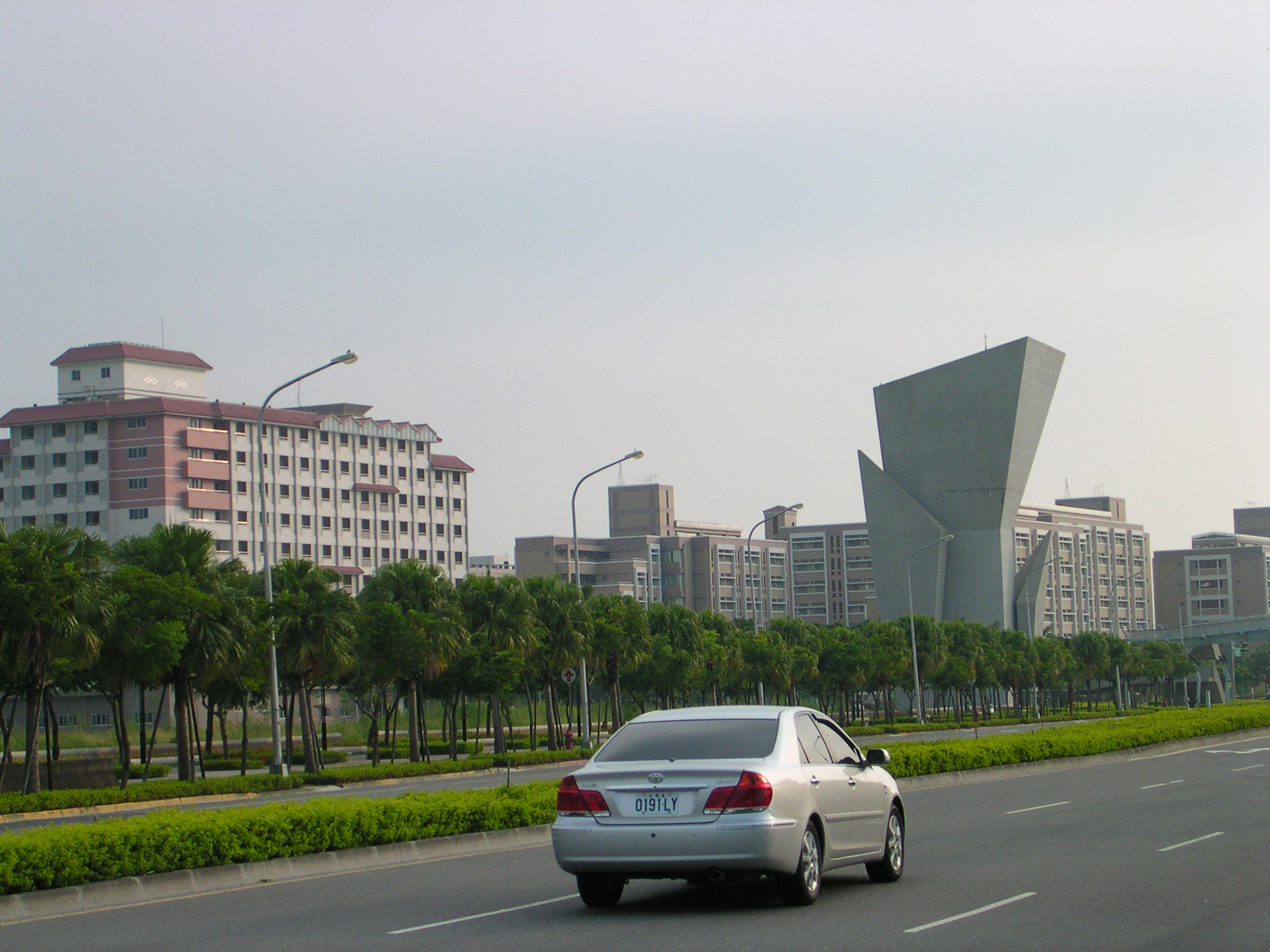
台南サイエンスパーク

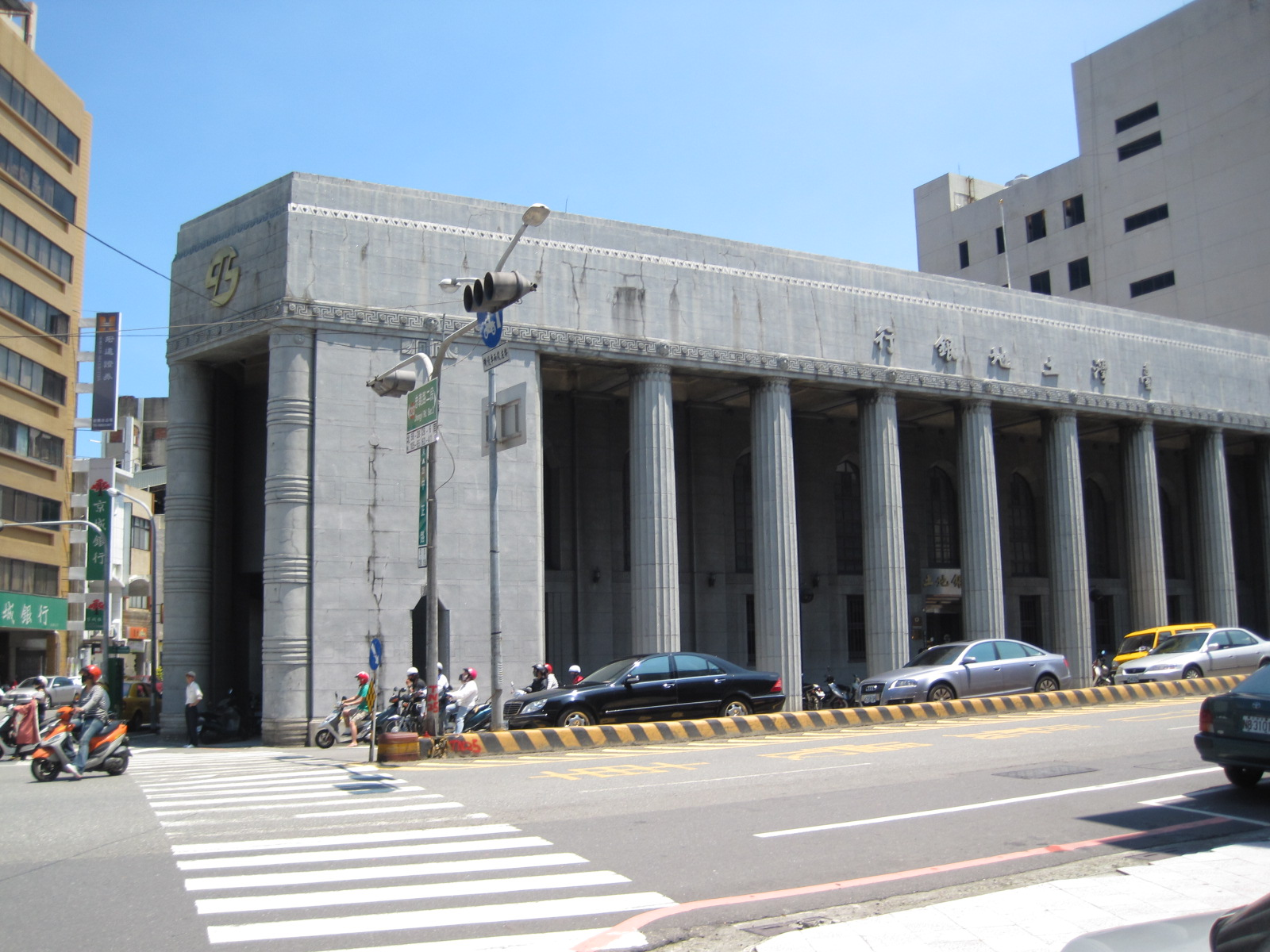
旧日本勧業銀行台南支店

### 第一次産業

#### 農業
パイナップル・サトウキビ・マンゴー・稲・ザボンなどの生産が盛んである。

### 第二次産業

#### 工業
かつては伝統的な製造業に依存していたが、1995年に「南部サイエンスパーク」が整備されると、半導体・集積回路・バイオテクノロジー・クリーンエネルギーなどのハイテク産業の中心地として発展している。

### 第三次産業

#### 商業
台南市における最大の従業者をサービス業が占めている。都心部に、新光三越2店舗、FE21 2店舗、フォーカススクエアを含む5つのデパートがある。また郊外では、東区、北区、永康区に大規模な商業地区がある。

## 教育

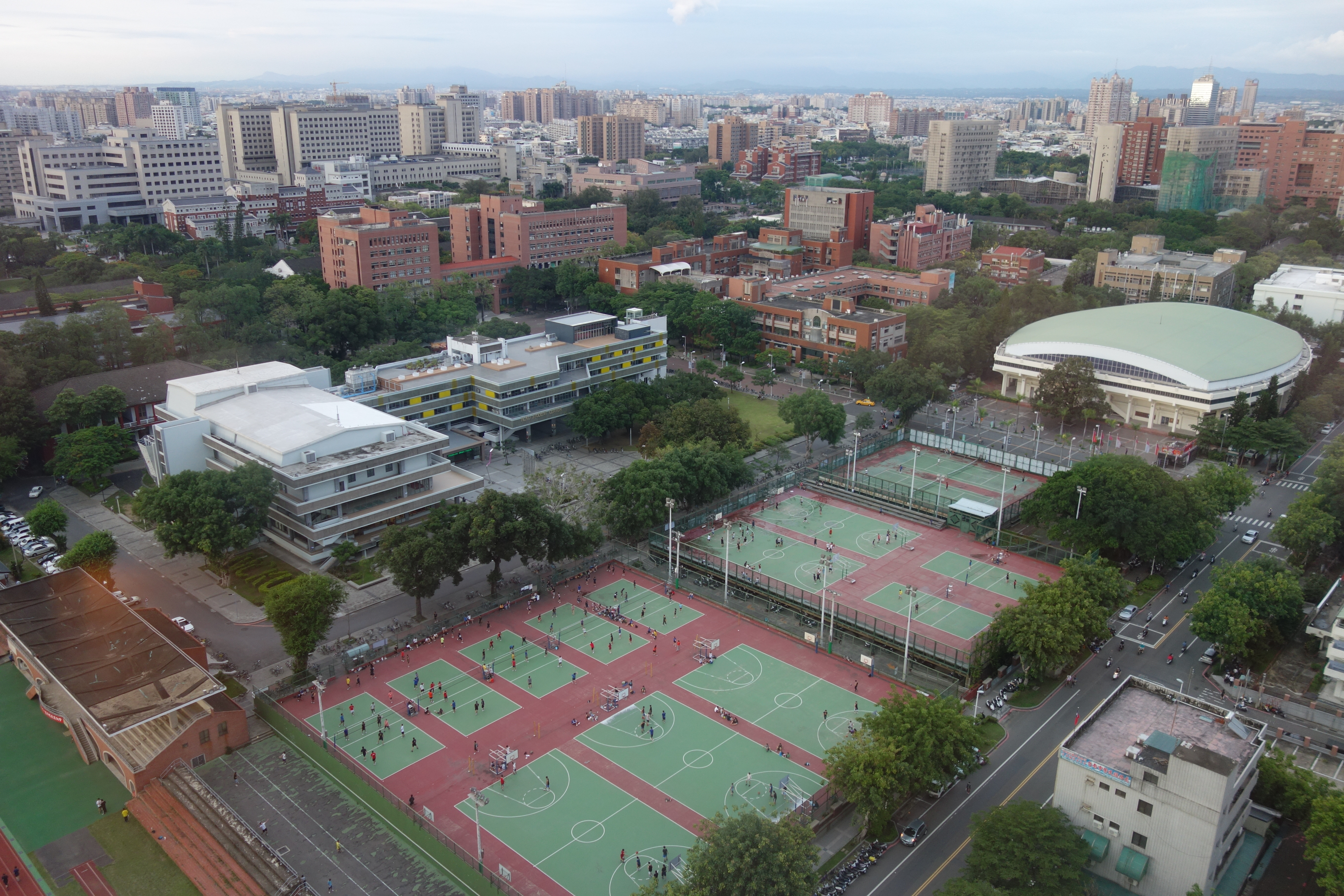
国立成功大学

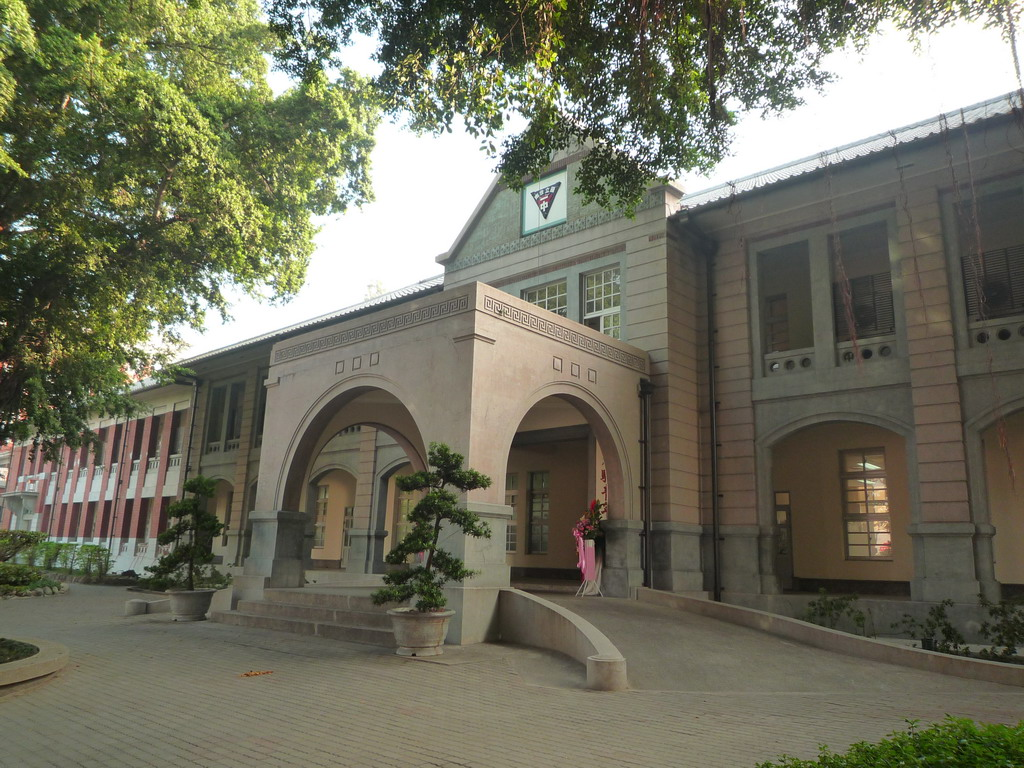
国立台南第一高級中学

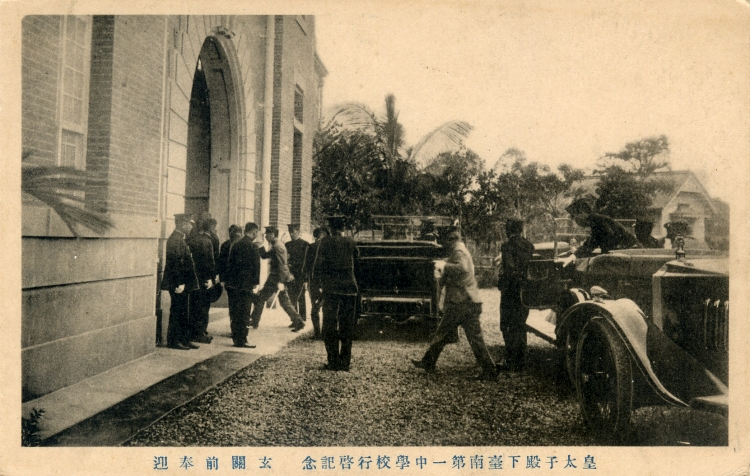
皇太子裕仁親王台南第一中学校行啓、これが日本人を対象した中学校（現・台南二中）

| 区分      | 数 | 名称 |
| --------- | -- | --- |
| 大学      | 9  | 国立成功大学 国立台南大学 国立台南芸術大学 国立陽明交通大学 真理大学 台湾首府大学 康寧大学 長栄大学                 |
| 技学      | 8  | 南台科技大学 崑山科技大学 嘉南薬理大学 台南応用科技大学 遠東科技大学 中華医事科技大学 南栄科技大学 中信金融管理学院 |
| 専科      | 2  | 国立台南護理専科学校 敏惠醫護管理專科學校                                                                           |
| 高中/高職 | 33 | 下部行政区域の項目を参照                                                                                            |
| 国中      | -  | 下部行政区域の項目を参照                                                                                            |
| 国小      | -  | 下部行政区域の項目を参照                                                                                            |

### スポーツ

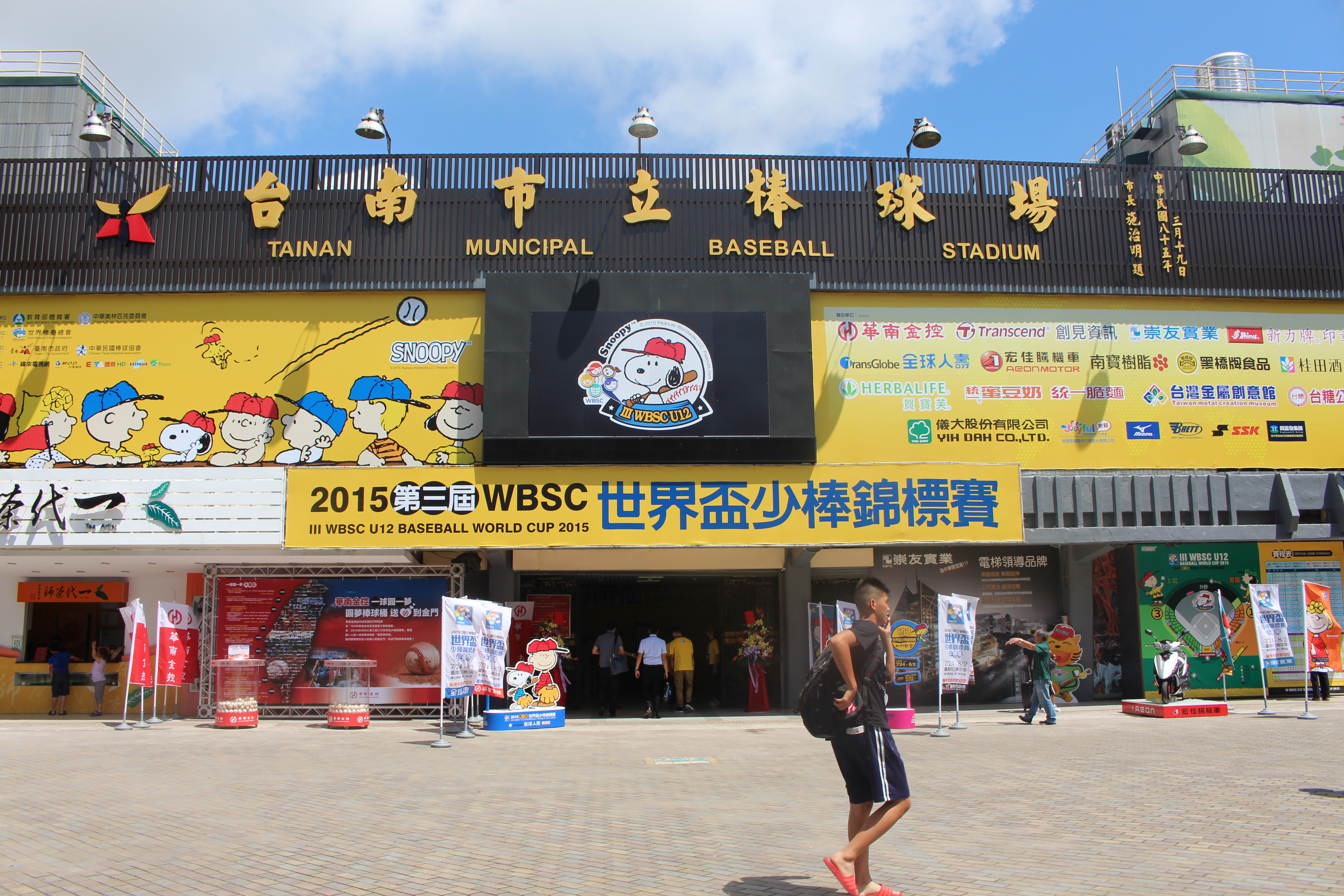
台南市立野球場

スポーツ施設としては台南市立体育場や台南市立新営体育場の総合運動公園に代表される。また市内の学校ではスポーツの名門校とされる学校も多く、野球の南英商工、バスケットボールの新栄高中、サッカーの北門高中、ラグビーの六信高中等が著名である。
野球
- 中華職業棒球大聯盟
  - 統一セブンイレブン・ライオンズ

バスケットボール
- P. リーグ+
  - 台鋼ゴーストホークス（中国語版）

サッカー
- 台湾社会人甲級サッカーリーグ
  - 台南市台湾鋼鉄

## 交通

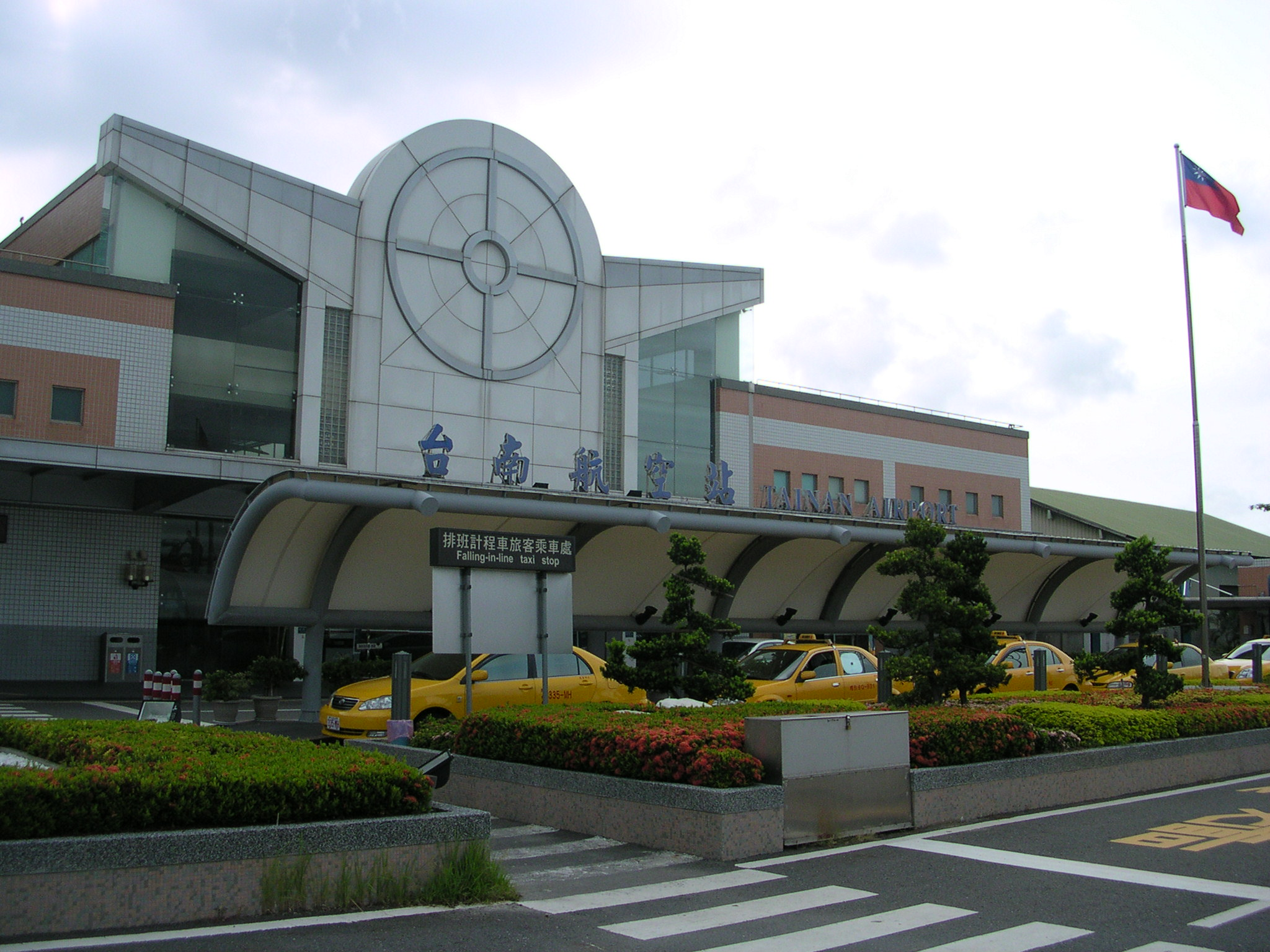
台南空港

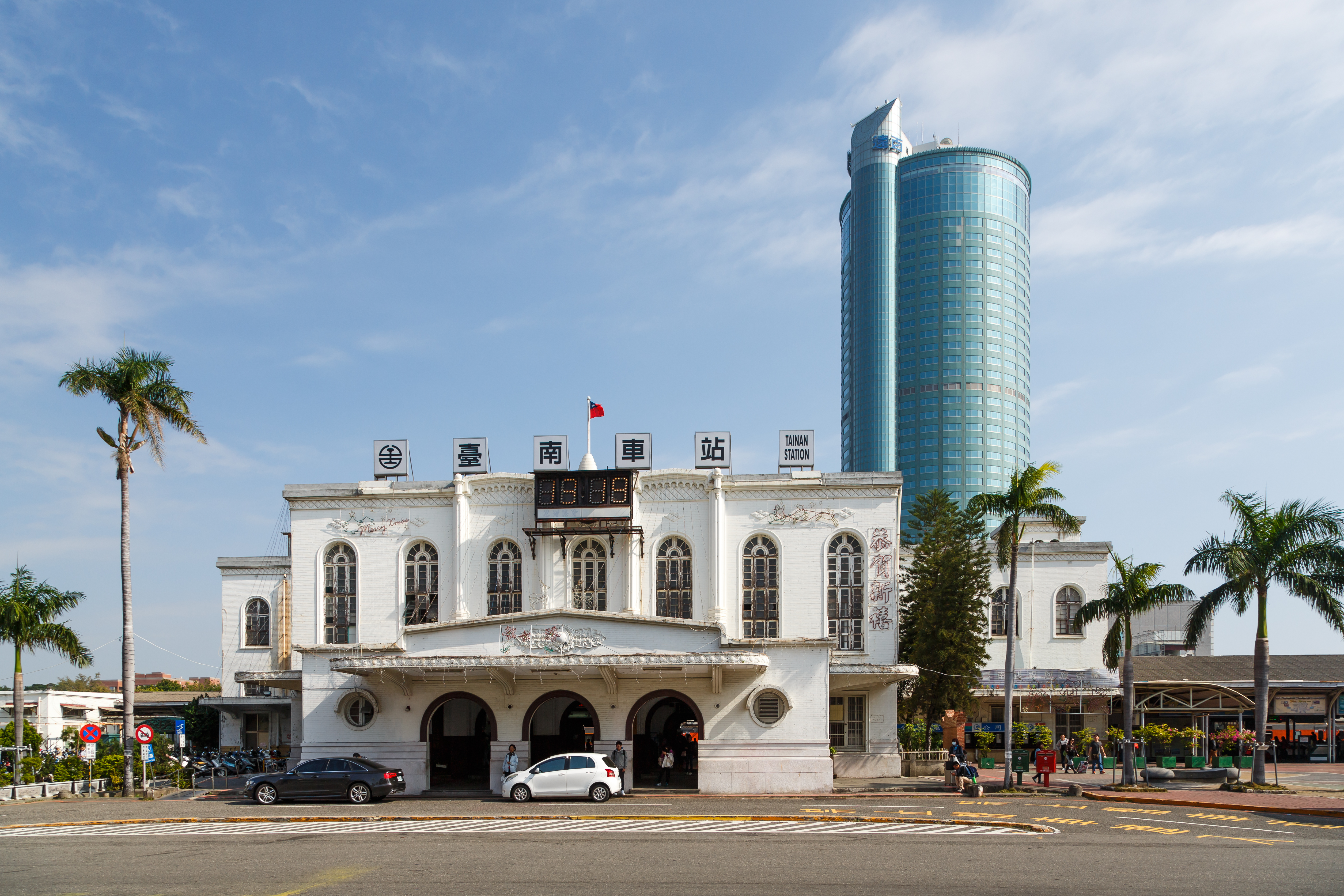
台南駅

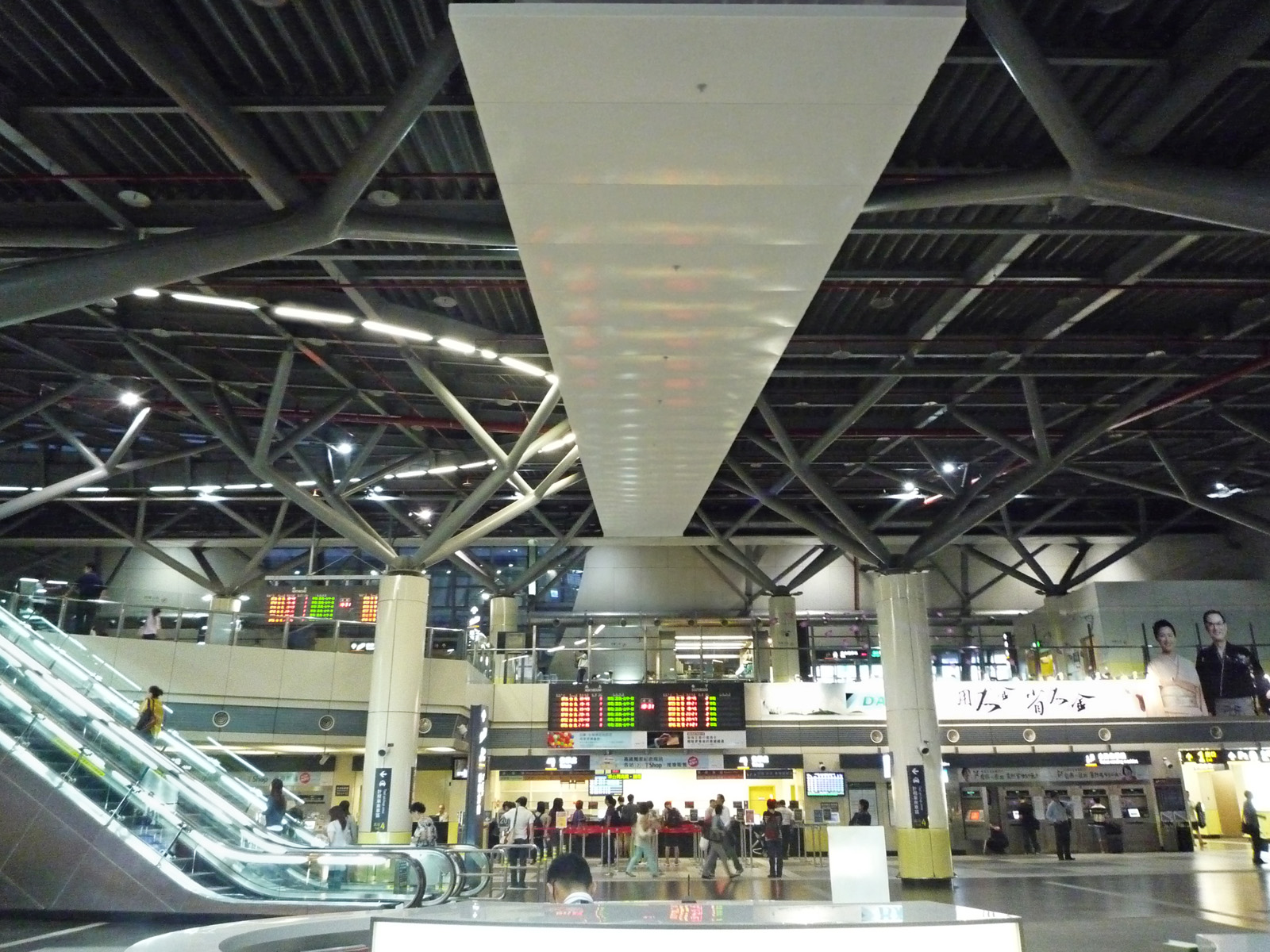
台湾高速鉄道の台南駅舍

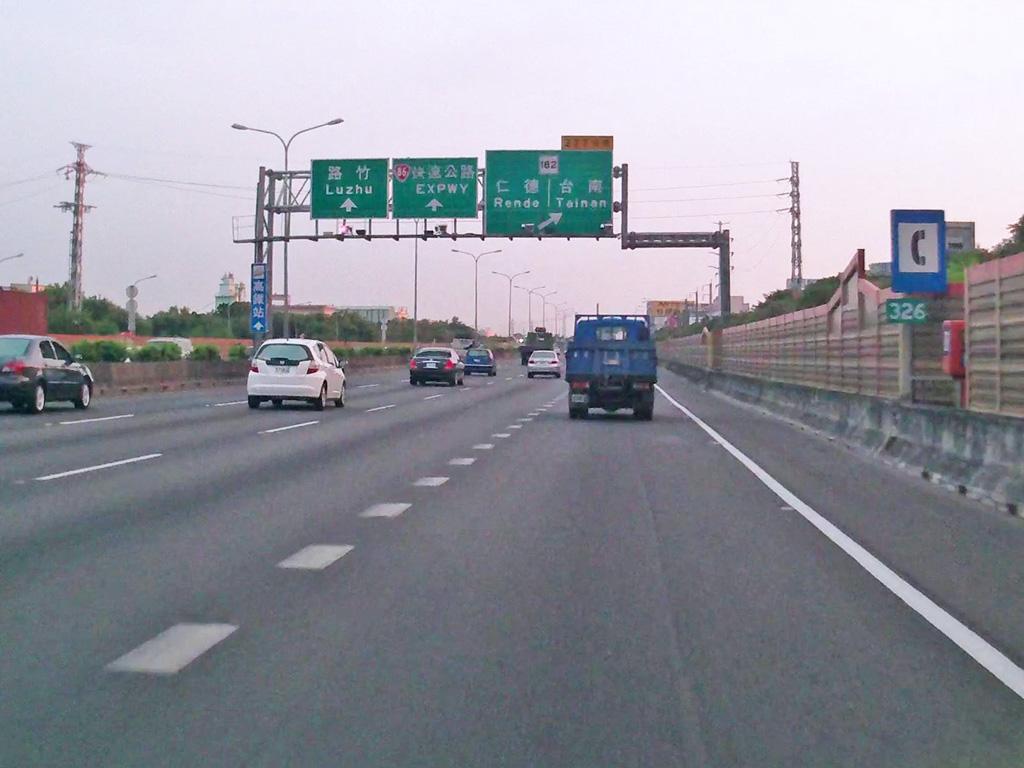
高速道路1号の台南IC
（県道182号線に接続）付近

### 空路

#### 空港
台南空港は、南区にある。
- 国際線：関西国際空港（大阪府）、香港、ホーチミン市
- 国内線：金門、馬公（台湾高速鉄道の開通にともない台北線が廃止）

### 鉄道

#### 高速鉄道
- 台湾高速鉄道（高鉄台南駅）

（隣接する台鉄沙崙駅と事実上同一の駅）

#### 在来線
- 台湾鉄路管理局 縱貫線（後壁 - 新営 - 柳営 - 林鳳営 - 隆田 - 拔林 - 善化 - 南科 - 新市 - 永康 - 大橋 - 台南 - 保安 - 仁徳 - 中洲）

現在南部台湾の交通の要衝である。なお、現在軌道の地下化計画があり、南台南駅および林森駅の通勤用駅を将来設置の予定。
- 台湾鉄路管理局 沙崙線（中洲 - 長栄大学 - 沙崙）

沙崙駅で台湾高速鉄道に接続。沙崙線内完結の列車は平日に1本のみ（沙崙→中洲）で、大半の列車が台南駅（縦貫線）まで直通運転を行う。

#### 捷運
- 台南捷運

横貫線・環状線：モノレール方式で計画中である。
かつては台湾糖業が多くの路線を運営していたが（台湾糖業鉄道）、いずれも廃止された。布袋線・関廟線などを参照。

### バス

#### 路線バス
台南市内を走るバスとして、以下のバス事業者がある。
- 府城客運（中国語版） - 市内バス「公車」は一律18元（ドル）。乗車時に料金を支払い。
- 興南客運（中国語版）、新営客運（中国語版） - 主に旧台南県を結ぶ。

#### 都市間バス
台北、台中、嘉義、高雄、屏東など、台湾各都市へ向かう便が運行されている。以下のバス事業者がある。
- 統聯客運、国光客運、和欣客運

### 道路
自動車・バイク

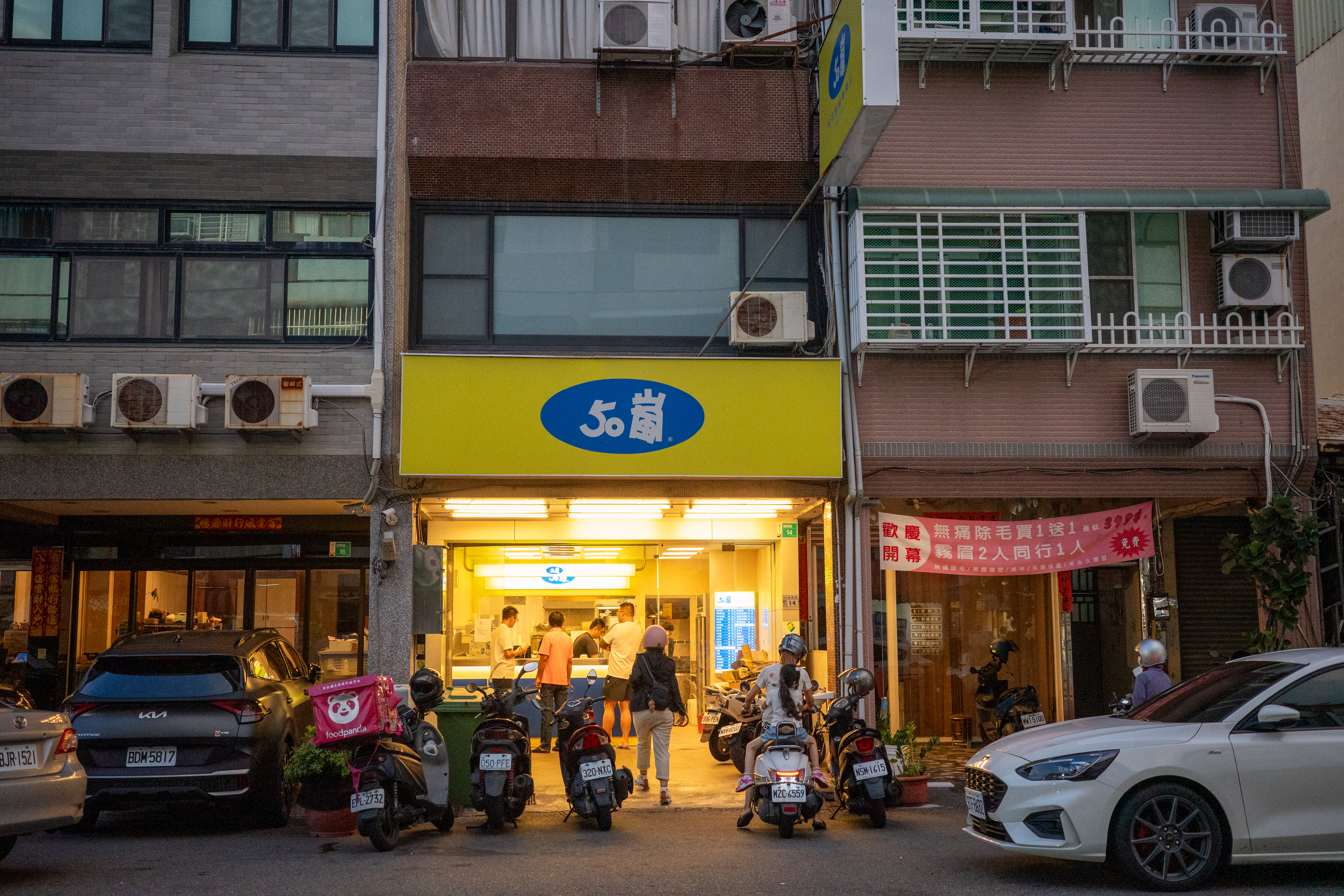
店舗前のスクーター（2024年）

台湾の他の各都市と同様に、バイク（スクーター）の利用者が日本に比べて非常に多い。特に市街地では自動車の入れない細い路地も多いこと、駐車場の確保が高コストであることがスクーター人口の多さに拍車をかけている。それだけ排気ガスも多く、マスクの着用者が市街地では目立つ。また、車道沿いのさまざまな店舗（飲食店、衣料品店など）の前の路上には店舗利用者のスクーターが置かれる。
「租車」という看板を上げている店舗が台南駅を中心に多数あり、スクーターあるいは乗用車をレンタルしている。日本からの旅行者でも、日本の運転免許証とその公式翻訳文を提示することで容易に借りることができる。JAFが翻訳文発行業務の委託を受け、代行している。一方、台湾の道路では日本と逆で車両は右側通行であり、また習慣や法規の違いもあるので、実際に安全を確保しながら運行するのは容易ではない。なお、市内のコンビニエンスストアや書店で交通法規や安全運転に関する書籍を販売していることから、市民の意識の高さがうかがえる。
台南駅（在来線、「台南車站」）前、台南空港、主要ホテル近辺などにはタクシーが多数待機しており、観光のオフシーズンなら利用に困ることはない。台湾高鉄の台南駅からは、台湾鉄道（在来線）の沙崙線が台南駅まで接続している。従来の興南客運の運行する台南駅へのシャトル・バスは廃止となった。

### 航路

#### 港湾
- 安平港（澎湖を結ぶ「超級星号」、「今日之星」というフェリーが運行されている。）

## 観光

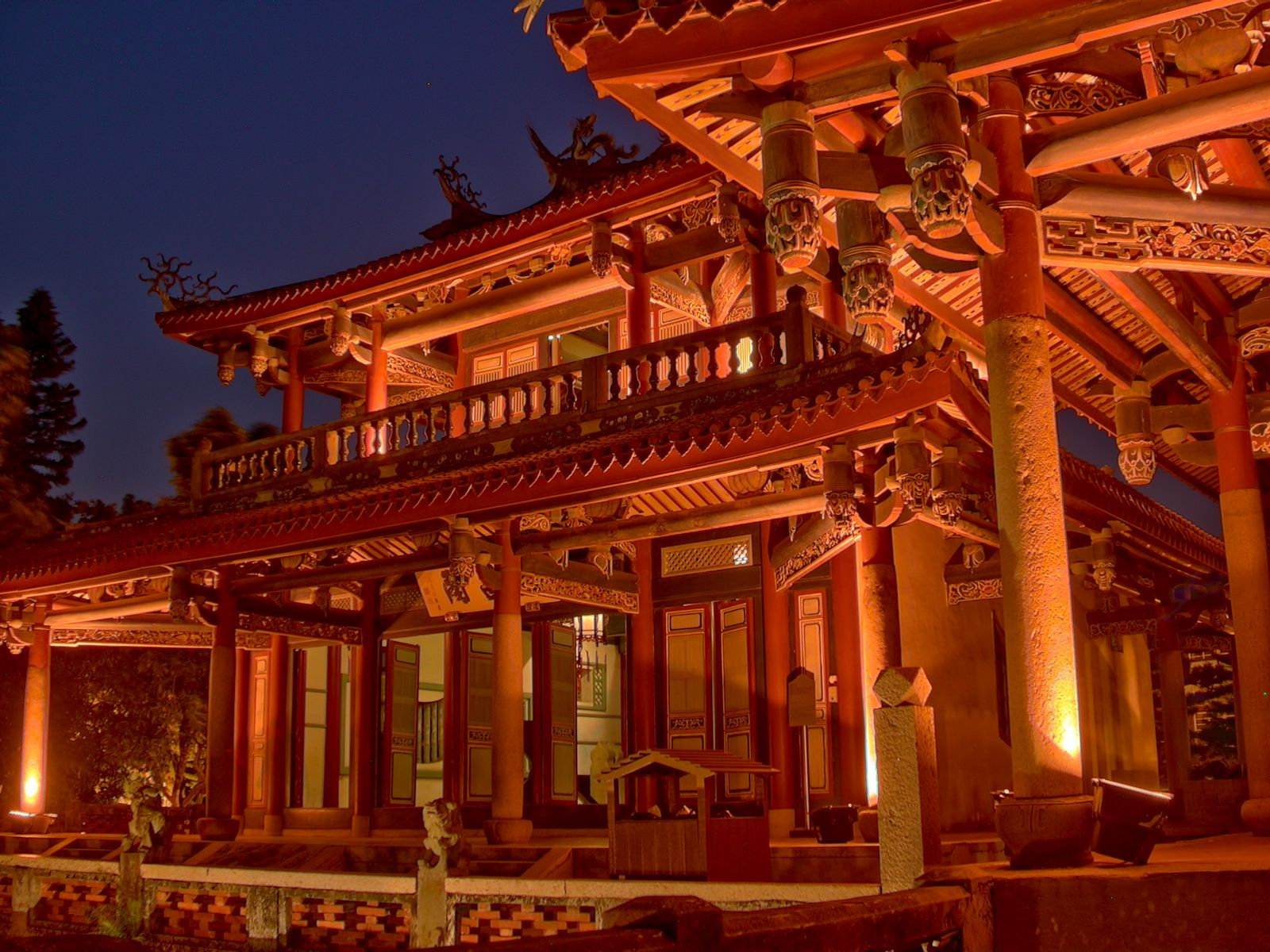
赤崁楼は別名を赤嵌楼、紅毛楼 とも称す

### 名所･旧跡

#### 国定古跡
| - 安平古堡（台湾城、熱蘭遮城、又はゼーランディア城 残跡） - 熱蘭遮城城垣曁城内建築残跡 - 赤崁楼（プロヴィンシア城 残跡） - 開基天后宮 - 南鯤鯓代天府 - 大天后宮（寧靖王府邸） - 台南孔子廟（全台首学） - 台湾府城隍廟 - 台南北極殿 - 五妃廟 - 開元寺（北園別館） | - 台南三山国王廟 - 祀典武廟 - 兌悅門 - 四草砲台（鎮海城） - 二鯤鯓砲台（億載金城） - 旧台南測候所 - 旧台南地方法院（現・司法博物館） - 旧台南水道 - 旧日軍台湾歩兵第二連隊営舎（現・国立成功大学内 歴史展示館等） - 旧台南州庁（現・国立台湾文学館） - 台南駅（台南車站） |

国定古蹟 以上22件

#### 市定古跡
- 中西区
  - 台湾府城大南門、南門段残跡
  - 総趕宮
  - 擇賢堂
  - 湯徳章紀念公園（旧大正公園、民生緑園）
  - 旧台南合同庁舎
  - 旧台南州会
  - 旧台南公会堂
  - 旧山林事務所（葉石濤文学記念館）
  - 旧台南警察署（現・台南市美術館1館）
  - 旧嘉南大圳組合事務所（嘉南農田水利会）
  - 旧台南武德殿（忠義国小礼堂）
  - 旧台南神社事務所（忠義国小図書館）
  - ハヤシ百貨店
  - 旧日本勧業銀行台南支店（現・土地銀行台南支店）
  - 旧愛国婦人会館
  - 旧台南放送局（南門映画書院）
  - 旧台南刑務所官舍、合宿、要道館
  - 西市場
  - 旧台南州青果同業組合バナナ倉庫
  - 旧台南高等女学校本館（台南女中）
  - 旧台南師範学校本館（国立台南大学）
  - 台湾首廟天壇
  - 鄭氏家廟
  - 蕭氏節孝坊
  - 旧広陞ビル
  - 開基武廟旧正殿
  - 德化堂
  - 報恩堂
  - 陳德聚堂
  - 広安宮
  - 開基霊祐宮
  - 万福庵照壁
  - 大井頭
  - 旧台南運河税関
  - 風神廟　
  - 接官亭
  - 金華府
  - 水仙宮
  - 景福祠
  - 東嶽殿
  - 法華寺
  - 石鼎美古宅
  - 全国呉氏大宗祠

- 東区
  - 台湾府城大東門、東門段残跡、小東門段残跡
  - 台湾府城巽方砲台（巽方靖鎮）
  - 旧台南県知事官邸
  - 旧台南庁長官邸
  - 旧日軍台南衛戍病院（成功大学台湾文学科）
  - 旧台南高等工業学校校舍（国立成功大学）
  - 旧台南神学校校舍、礼拝堂（台南神学院）
  - 旧台南長老教会中学校講堂、学長寮（長栄中学）
  - 旧台南長老教会女学校本館、講堂（長栄女中）
  - 旧台南州立第二中学校本館、講堂（台南一中）
  - 旧台南州立農事試験場庁舍、寮
  - 台湾糖業験場所
- 北区
  - 台南公園
  - 旧日軍步兵第二連隊官舍
  - 重道崇文坊
  - 西華堂
  - 旧総督府專賣局台南支局台南出張所
  - 旧台南中学校講堂（南二中）
  - 大観音亭
  - 台南興濟宮
  - 烏鬼井
  - 旧宝公学校本館（立人国小）
- 安平区
  - 原総督府專賣局台南支局安平分室
  - 妙壽宮
  - 延平街古井
  - 蚵灰窯及び附属建物
  - 海頭社魏宅
  - 盧経堂厝
  - 旧台南運河安平税関
  - 何旺厝
  - 海山館
  - 旧イギリス商德記洋行
  - 旧ドイツ商東興洋行
  - 安平小砲台
  - 旧安平港導流堤南堤

- 南区
  - 藩府曾蔡二姬墓
  - 藩府二鄭公子墓
  - 施瓊芳墓
  - 曾振暘墓
  - 水交社寮と文化景観
  - 旧総督府專賣局台南支局塩埕分室
- 安南区
  - 安順塩田船溜と出張所安順塩分室
- 永康区
  - 三崁店糖場神社遺跡
- 新化区
  - 鍾家古厝
- 仁徳区
  - 保安駅
- 官田区
  - 旧三筊埤古水道遺跡
- 麻豆区
  - 総爺糖場
- 佳里区
  - 金唐殿
  - 震興宮
- 学甲区
  - 慈濟宮
- 新営区
  - 原塩水港製糖株式会社オフィス
  - 太子宮
  - 鉄線橋通濟宮
- 後壁区
  - 菁寮金德興薬舖
  - 黃家古厝
- 白河区
  - 大仙寺
  - 関子嶺碧雲寺
- 塩水区
  - 八角樓
  - 月津港聚波亭
- 善化区
  - 慶安宮

#### 市内の歴史的な建造物
- 延平郡王祠（旧開山神社）

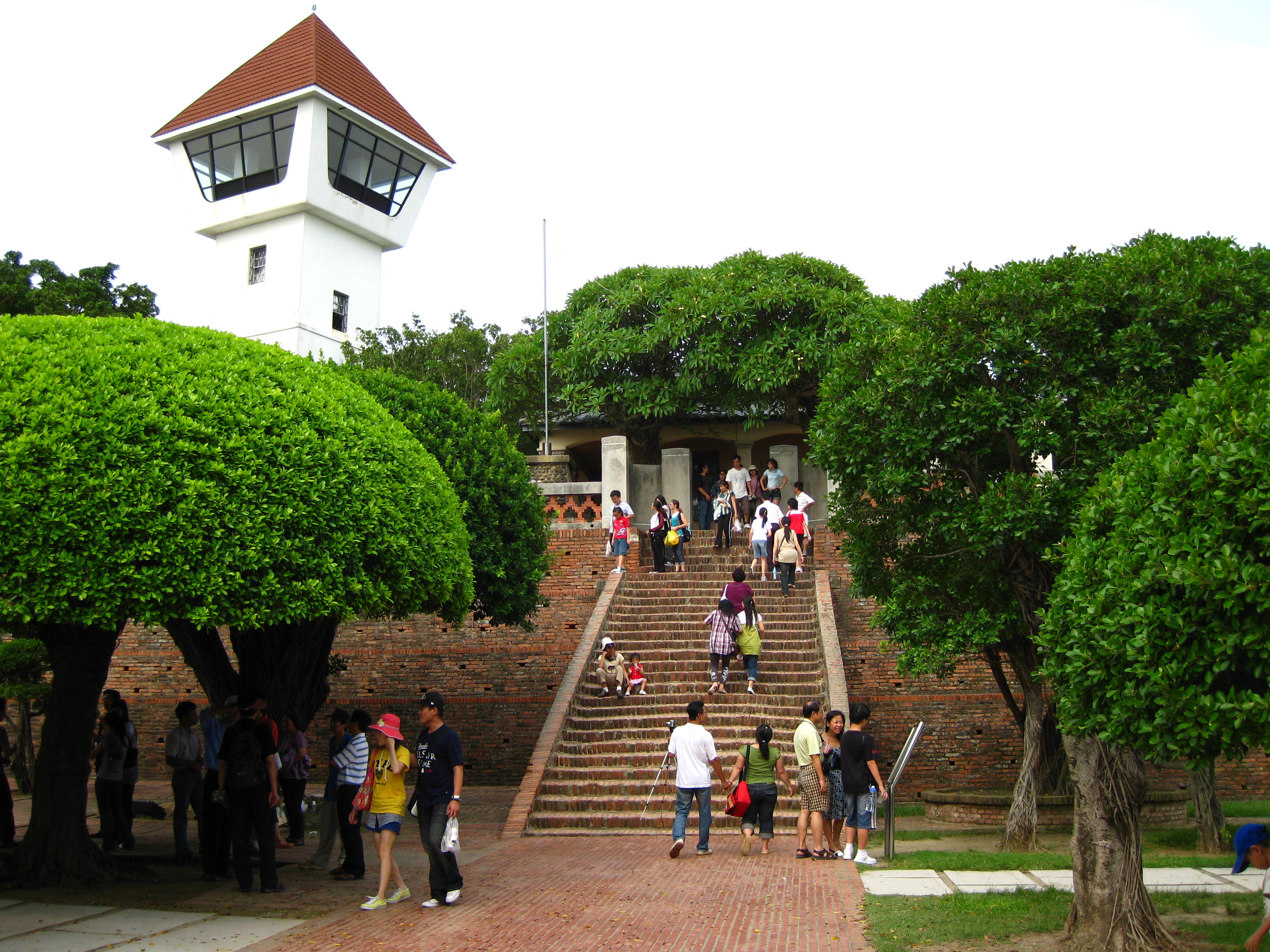
安平古堡
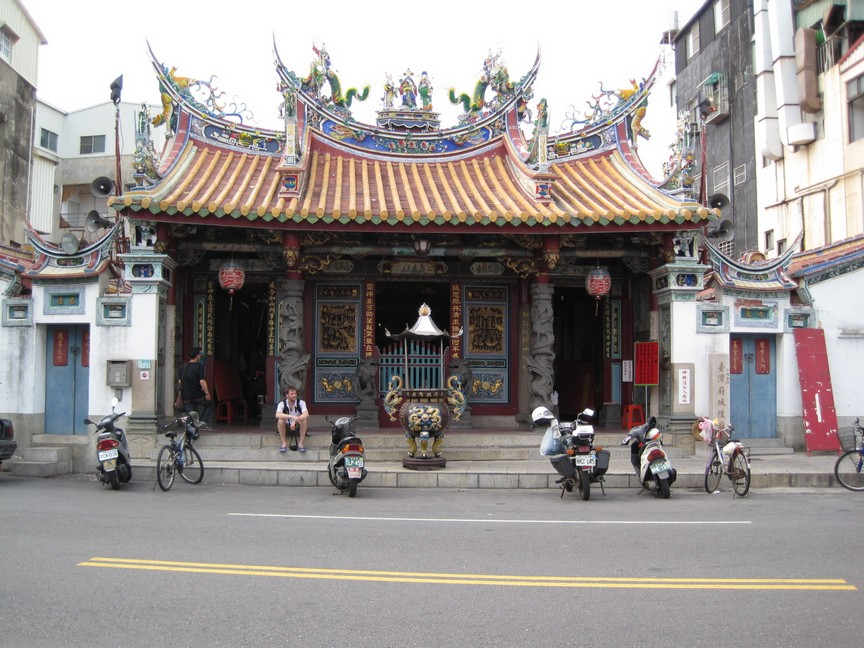
台湾府城隍廟
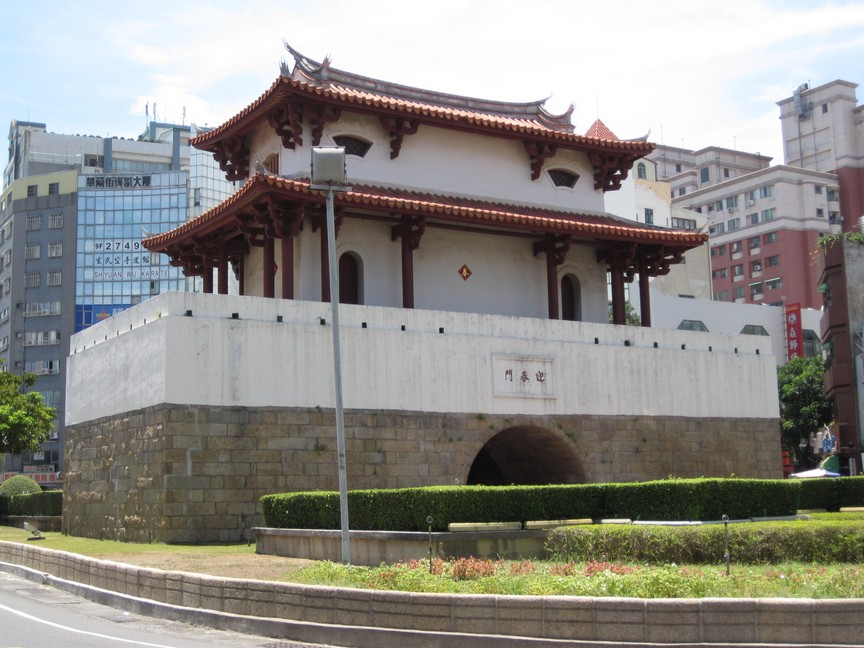
大東門
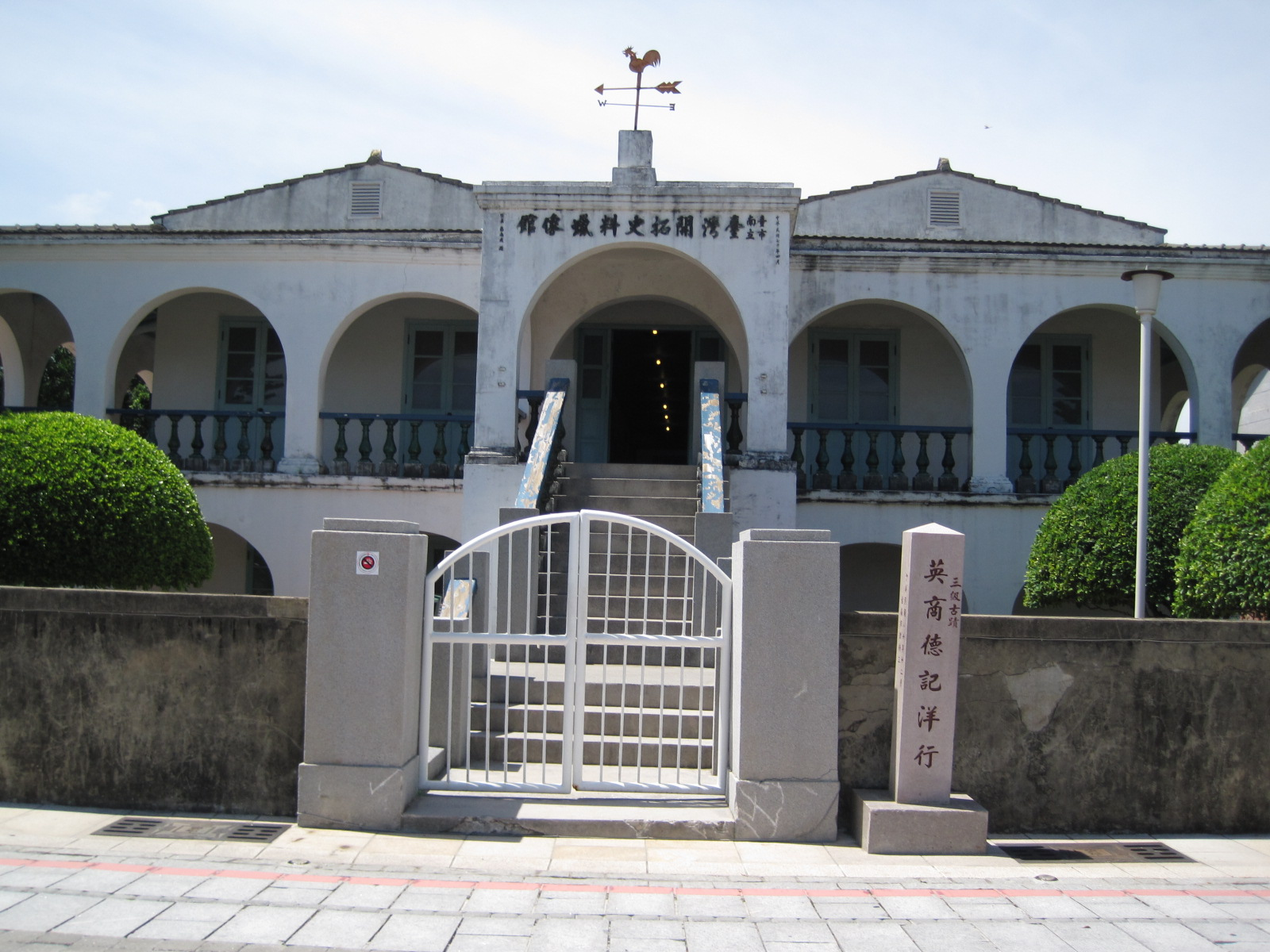
旧原英商德記洋行
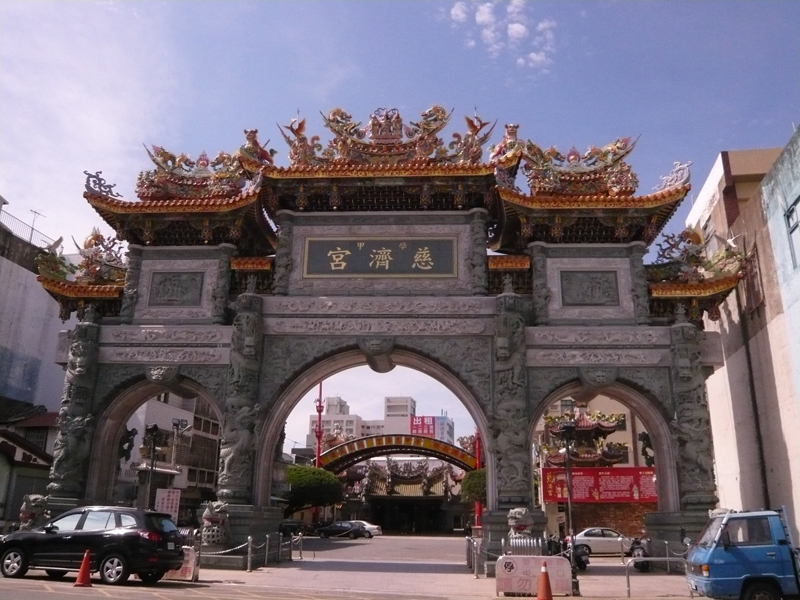
學甲慈濟宮
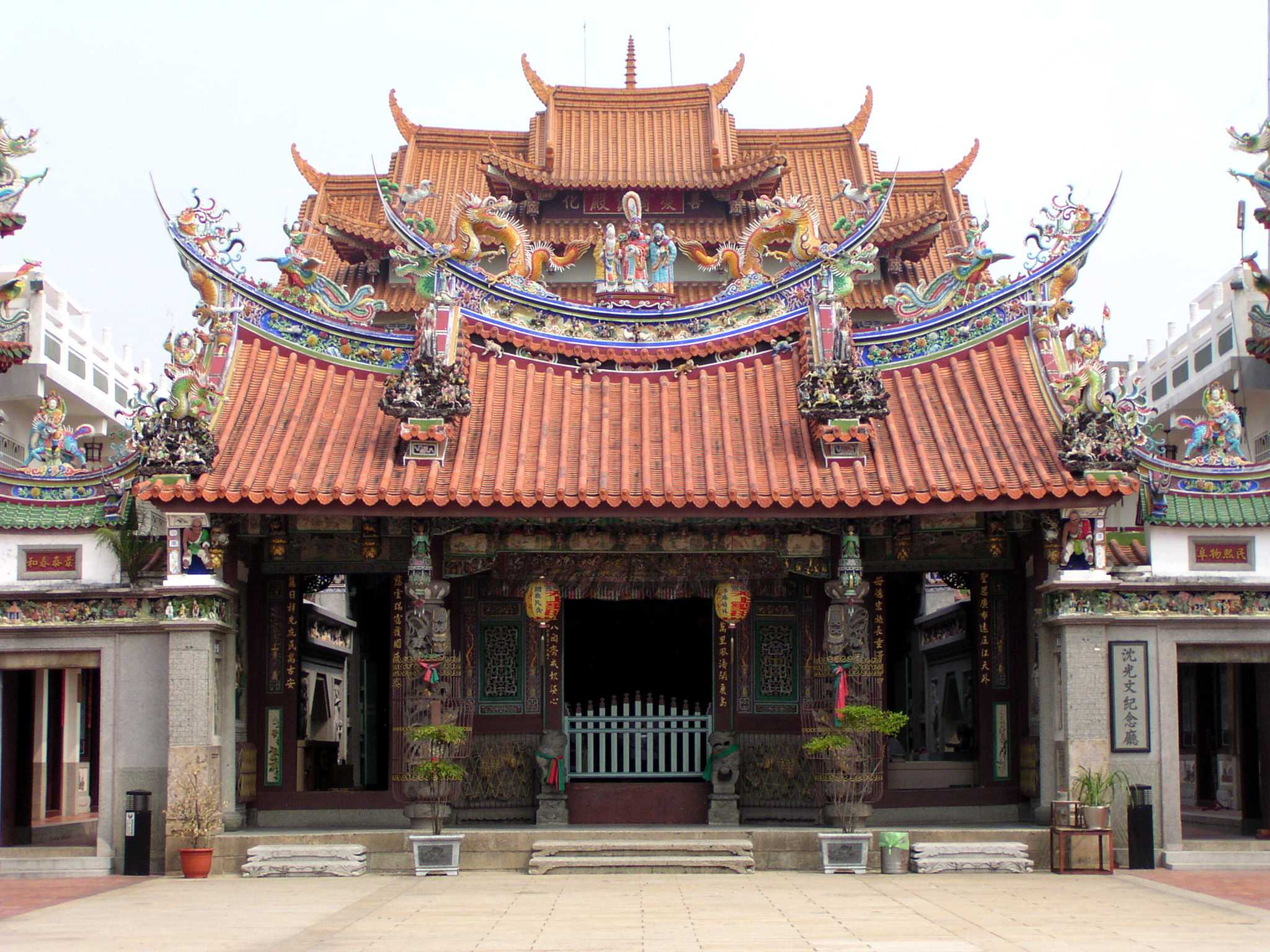
善化慶安宮
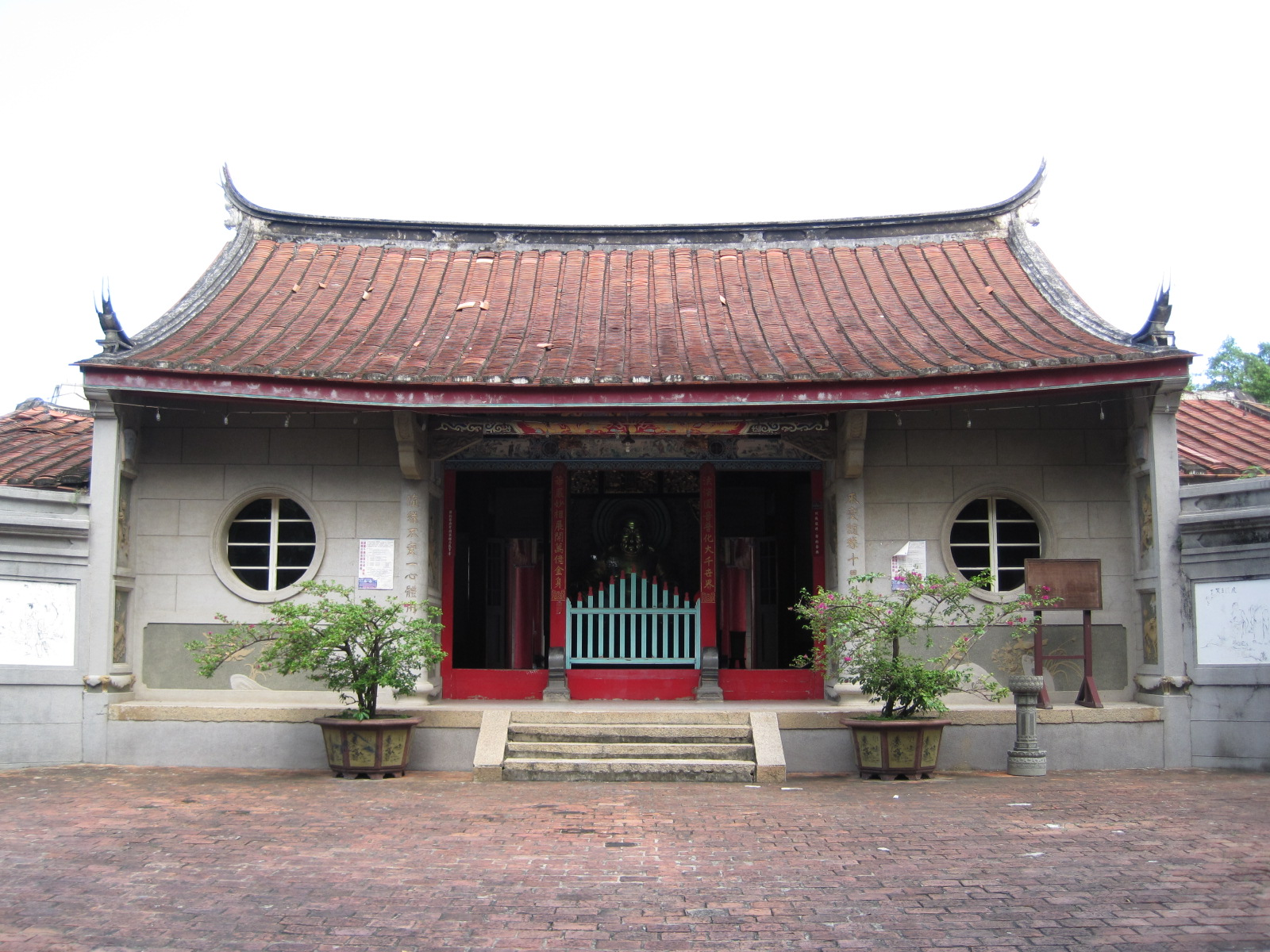
台南法華寺
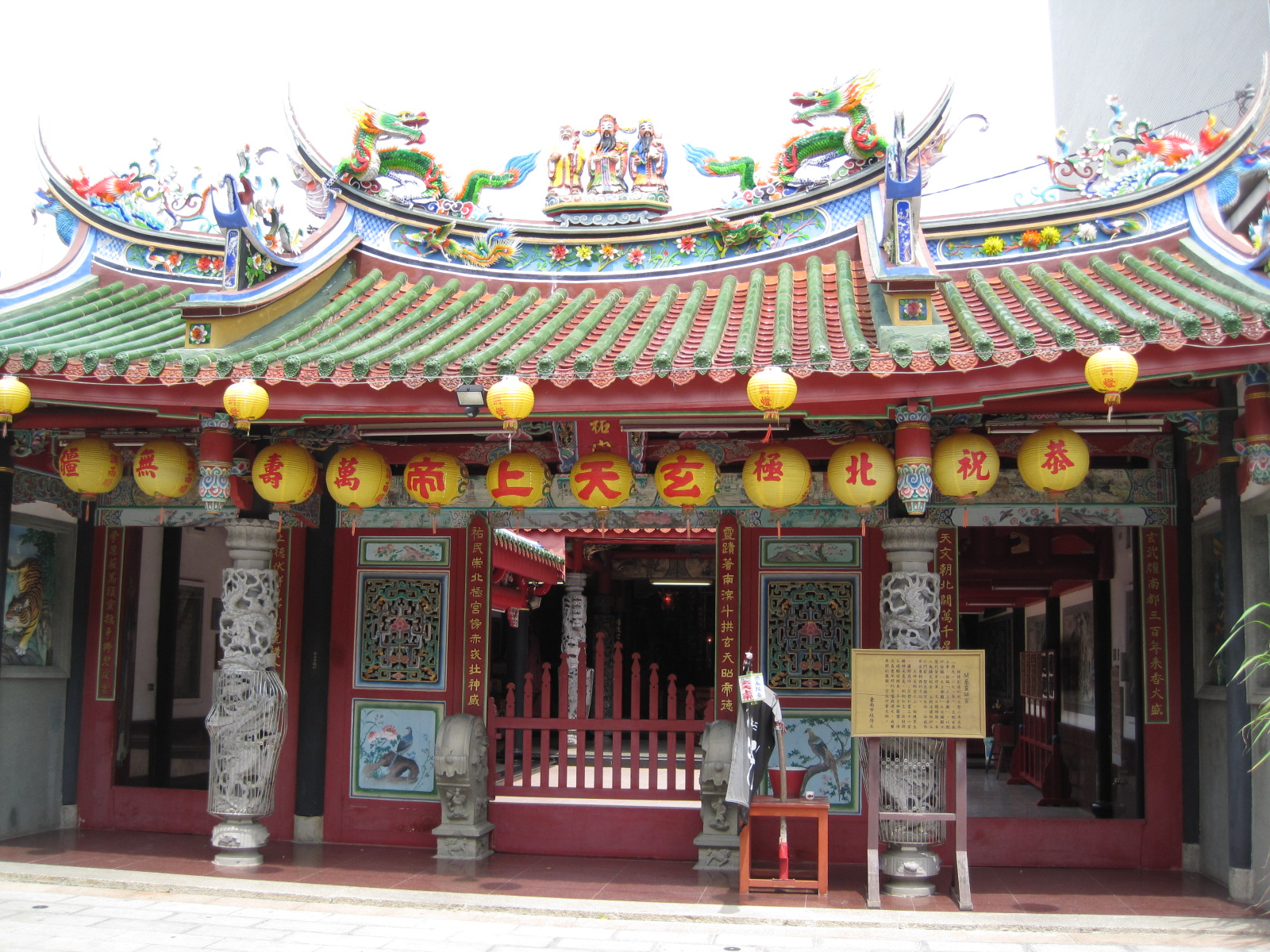
台南開基靈祐宮
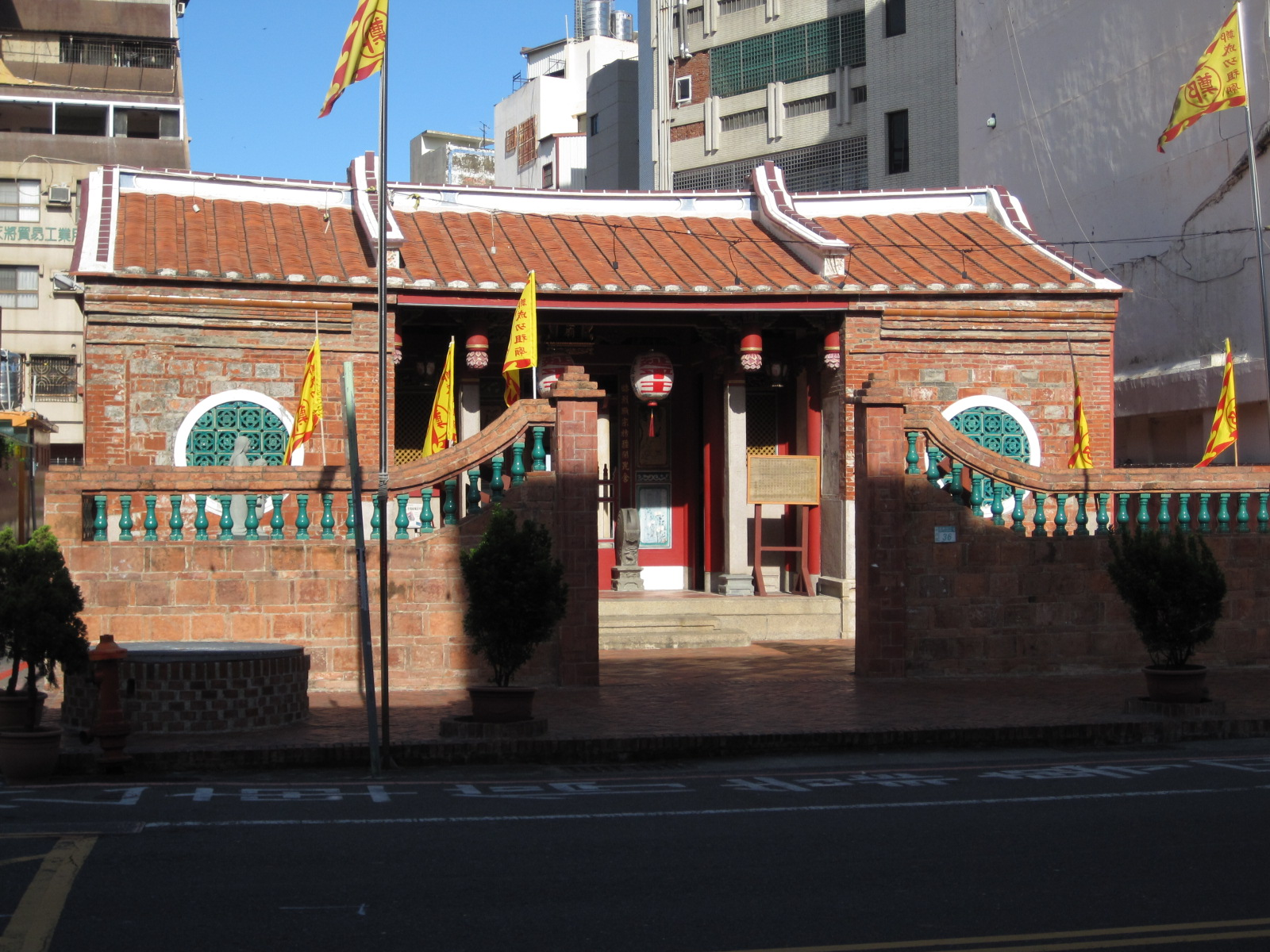
台南鄭氏家廟
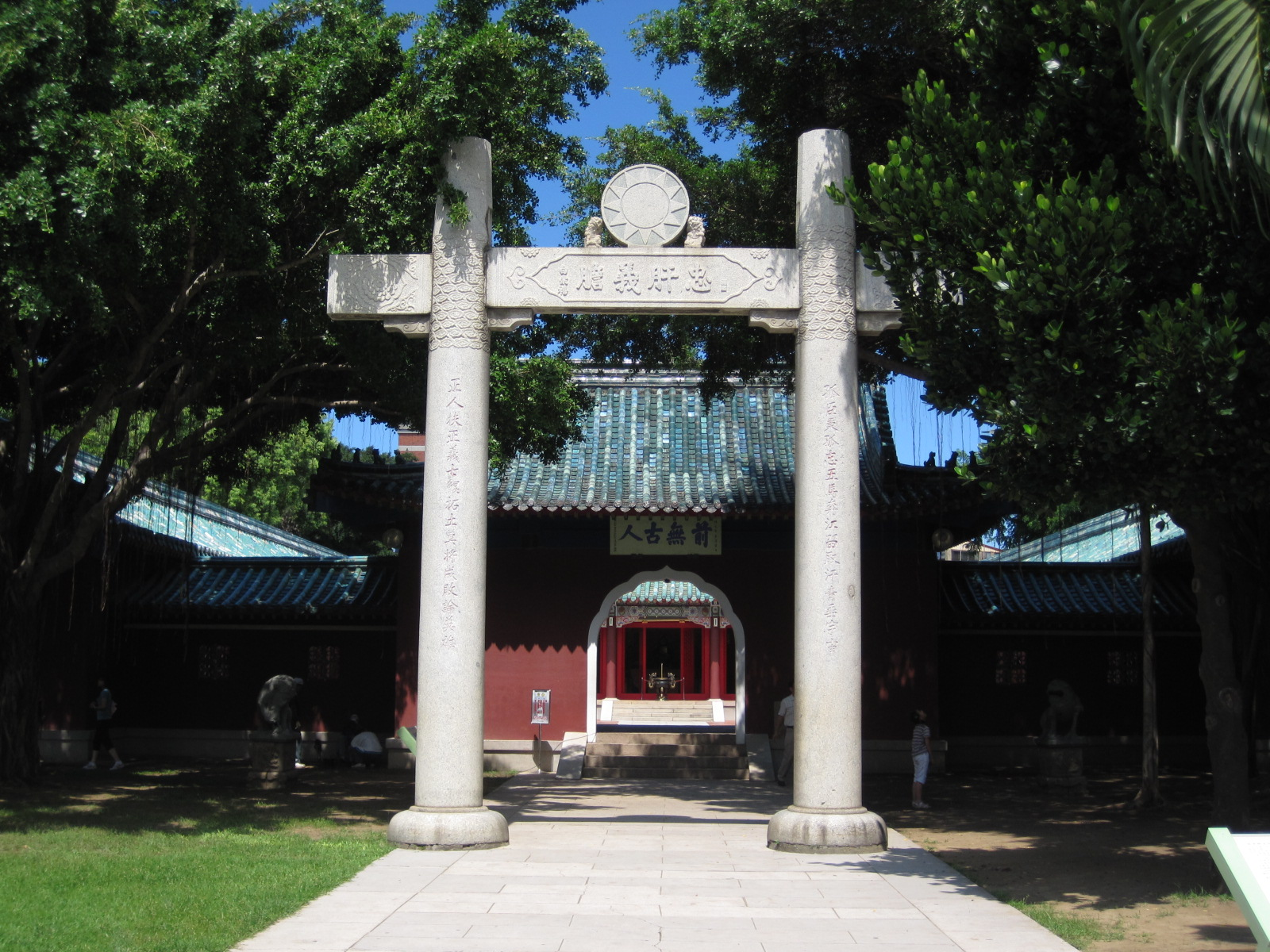
延平郡王祠

### 観光スポット
- 花園夜市 - 屋台夜市として大規模
- 小北商場（中国語版）（小北夜市）
- 海安路芸術街
- 安平老街
- 四草湿地
- 漁光島
- 台南運河（中国語版）
- 安平港
- 湾裡黄金海岸

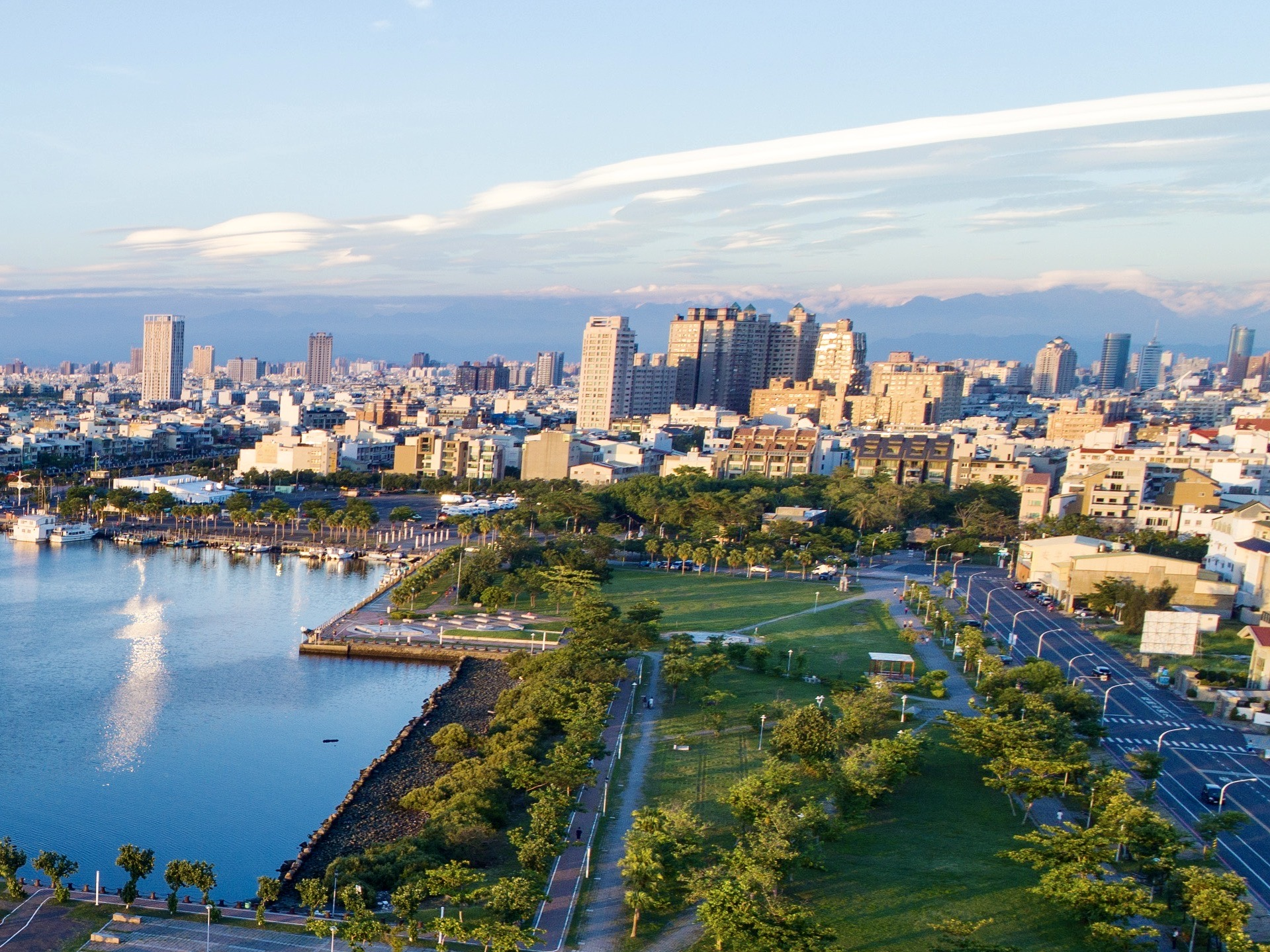
台南のスカイライン

- 安平樹屋 - ガジュマルの木に浸食された廃墟の倉庫。2009年に整備され解放された新しい観光地
- 十鼓文化村
- 関子嶺温泉
- 走馬瀨農場
- 烏山頭ダム
- 国立台湾文学館
- 国立台湾歴史博物館（中国語版）
- 西拉雅国家風景区（中国語版）
- 南瀛天文教育園区
- 奇美博物館
- 台南市美術館
- 飛虎将軍廟

2015年以降、観光名所への更なる訴求手段として「府城少女」を市の公式萌えキャラクターとして生み出している。

## 文化・名物
原住民族のシラヤ族の文化や1624年以降オランダの交易拠点が置かれたり、日清戦争以降の日本の統治によって、各地各種文化が入り混じっている。

## 出身関連著名人

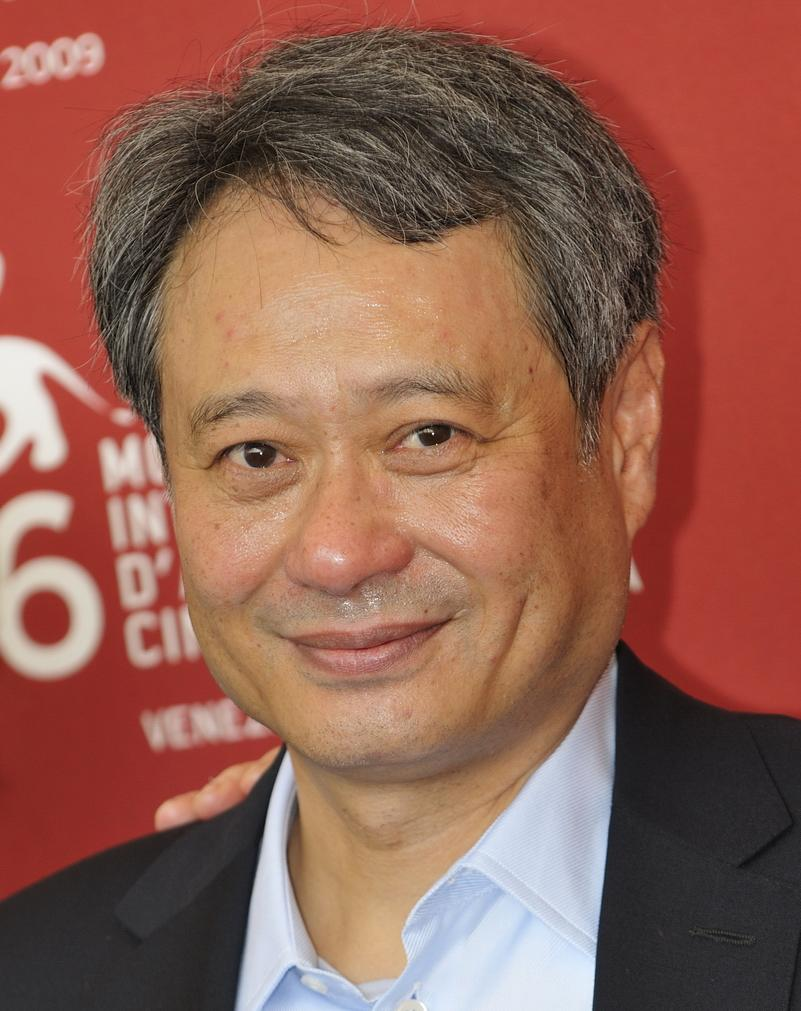
アン・リー

- 陳水扁（元中華民国総統）
- 邱永漢（実業家、小説家）
- 安藤百福（実業家）
- 呉金川（実業家）
- 許文龍（実業家）
- 高清愿（実業家、統一企業創設者）
- アン・リー（映画監督）
- 魏徳聖（映画監督）
- 王建民（野球選手）
- 荘勝雄（野球選手）
- 郭泰源（野球選手）
- 郭泓志（プロ野球選手・富邦ガーディアンズ）
- 胡金龍（プロ野球選手・富邦ガーディアンズ）
- 鄭凱文（プロ野球選手・中信兄弟）
- 葉石濤（小説家）
- 周子瑜（ツウィ）（TWICE） - 歌手
- 沈栄津（経済官僚、政治家）
- 蕭美琴（中華民国副総統、外交官）